# Supercopa Juvenil FCF 2019
La Supercopa Juvenil FCF de 2019 es la XI edición del campeonato juvenil para futbolistas nacidos a partir del 1 de enero de 1999, 2000, 2001 y 1 jugador de 1997. Es organizado por Federación Colombiana de Fútbol junto a la División Aficionada del Fútbol Colombiano y sirve como proyección de futbolistas y árbitros al profesionalismo.
El campeón, Millonarios, logró su segundo título y ganó el cupo para representar a Colombia en la Copa Libertadores Sub-20 de 2020 y también fue elegido para representar al país en la Copa Libertadores Sub-20 de 2022 tras la pandemia de COVID-19 en Colombia que generó la cancelación de la Supercopa Juvenil FCF en 2020, 2021 y 2022, y la realización de un torneo especial en 2021.
La inscripción de jugadores fue hasta el 28 de febrero de 2019 con un total de 30 jugadores distribuidos de la siguiente manera: 11 nacidos a partir del 1 de enero de 1999, 13 nacidos a partir del 1 de enero de 2000, 5 nacidos a partir del 1 de enero de 2001 (2 de estos obligatoriamente deben estar alineados en el campo de juego durante todo el tiempo reglamentario) y 1 nacido a partir del 1 de enero de 1997 exclusivamente para la posición de arquero.
Los  equipos aceptados son ubicados en dos divisiones "A" (60 equipos) y "B" (146 equipos).
Esta es la primera división de la Supercopa Juvenil 2019, y cuenta con la participación de 60 equipos: 36 profesionales y 24 aficionados; fue organizado por la Federación Colombiana de Fútbol.

## Sistema de juego
- Primera fase: La I Fase se jugará dividiendo los sesenta (60) equipos en cinco (5) Grupos, los cuales se denominarán Grupo “A”, Grupo “B”, Grupo “C”, Grupo “D”, Grupo “E”. En cada grupo se jugará por el sistema de todos contra todos a dos (2) vueltas (local y visitante). Jugadas todos los partidos (22 fechas) los tres primeros equipos con mejor puntaje y el mejor cuarto clasificarán a la II Fase del torneo.

- Segunda fase (Octavos de final): Organizados según la tabla de reclasificación del torneo se enfrentarán en partidos de ida y vuelta de la siguiente manera:

Llave S1: Equipo 16 vs. Equipo 1

Llave S2: Equipo 15 vs. Equipo 2

Llave S3: Equipo 14 vs. Equipo 3

Llave S4: Equipo 13 vs. Equipo 4

Llave S5: Equipo 12 vs. Equipo 5

Llave S6: Equipo 11 vs. Equipo 6

Llave S7: Equipo 10 vs. Equipo 7

Llave S8: Equipo 9 vs. Equipo 8

- Tercera fase (Cuartos de final): Los ocho equipos ganadores de la fase anterior se enfrentan en partidos de ida y vuelta siendo local en la segunda fecha el equipo con mejor puntuación el equipo con mejor posición en la tabla de reclasificación sumadas las fases I y II, enfrentándose de la siguiente manera:

Llave A: Ganador S1 vs. Ganador S8

Llave B: Ganador S2 vs. Ganador S7

Llave C: Ganador S3 vs. Ganador S6

Llave D: Ganador S4 vs. Ganador S5

- Cuarta fase (Semifinales): Los cuatro equipos ganadores de la fase anterior se enfrentan en partidos de ida y vuelta siendo local en la segunda fecha el equipo con mejor puntuación el equipo con mejor posición en la tabla de reclasificación sumadas las fases I, II y III, enfrentándose de la siguiente manera:

Llave F1: Ganador A vs. Ganador C

Llave F2: Ganador B vs. Ganador D

- Final: Los dos equipos ganadores de la fase anterior se enfrentan en partidos de ida y vuelta siendo local en la segunda fecha el equipo con mejor puntuación el equipo con mejor posición en la tabla de reclasificación sumadas las fases I, II, III, IV.

### Relevo anual de clubes
El relevo de clubes fue confirmado por la Federación Colombiana de Fútbol una vez los equipos realizaron su inscripción.
| Ascensos a la Supercopa Juvenil FCF                  |
| ---------------------------------------------------- |
| Tolima Real (Campeón Torneo Sub-20 B 2018)           |
| Ferrovalvulas CD (Subcampeón Torneo Sub-20 B 2018)   |
| Sol de Oriente (Clasificación Sub-20 B 2018)         |
| Universidad de Córdoba (Clasificación Sub-20 B 2018) |
| Libertad FC (Clasificación Sub-20 B 2018)            |
| Academia de Crespo (Clasificación Sub-20 B 2018)     |
| Atlético Chapinero (Clasificación Sub-20 B 2018)     |
| Barcelona FC (Clasificación Sub-20 B 2018)           |

| Descendidos al Torneo Sub-20 B por Reclasificación |
| -------------------------------------------------- |
| Amigos del Espinal (Puesto 60°)                    |
| Juventud El Cortijo (Puesto 59°)                   |
| Talento Boyacense (Puesto 57°)                     |
| La Cantera (Puesto 56°)                            |
| Banfield FC (Puesto 55°)                           |
| Unión Delta (Puesto 54°)                           |
| Real San Jorge (Puesto 53°)                        |
| River Soccer (Puesto 52°)                          |

### Equipos participantes
| - Alianza Petrolera - América de Cali - Atlético F. C. - Atlético Bucaramanga - Atlético Huila - Atlético Nacional - Barranquilla F. C. - Bogotá F. C. - Boyacá Chicó - Cortuluá - Cúcuta Deportivo - Deportes Tolima - Deportivo Cali - Deportivo Pasto - Deportivo Pereira - Deportes Quindío - Envigado F. C. - Fortaleza CEIF | - Independiente Medellín - Jaguares - Junior - La Equidad - Leones - Llaneros - Millonarios - Once Caldas - Orsomarso - Patriotas - Real Cartagena - Real Santander - Rionegro Águilas - Santa Fe - Tigres - Unión Magdalena - Universitario - Valledupar F. C. |

| - Academia de Crespo (Cartagena) - Academia Tolimense (Ibagué) - Alianza Llanos (Villavicencio) - Alianza Platanera (Apartadó) - Alianza Tolima F. C. (Ibagué) - Alianza Vallenata (Valledupar) - Amigos de la Pecosa (Cúcuta) - Asociados Quindianos (Armenia) - Atlético Chapinero (Cúcuta) - Barcelona F.C. (Bogotá) - F. C. Bastidas (Santa Marta) - Deportivo Galapa (Galapa) | - Costa Azul (Puerto Colombia) - Cyclones Cali (Cali) - Ferroválvulas (Medellín) - Libertad (Villavicencio) - PSD Panteras (Barbosa (Santander)) - Maracaneiros F. C. (Bogotá) - Plata Vinotinto y Oro (Bogotá) - Real Sabanalarga (Sabanalarga) - Sol de Oriente (Medellín) - Tolima Real (Ibagué) - Total Soccer F. C. (Bello) - Universidad de Córdoba (Montería) |

## Primera fase
Estas son las tablas de posiciones de cada grupo.
|  | Zona de clasificación a segunda fase. |
|  | Clasificación como mejor cuarto       |
|  | Eliminados.                           |

### Grupo A
| Pos | Equipos                   | Pts | PJ | G  | E | P  | GF | GC | DIF |
| --- | ------------------------- | --- | -- | -- | - | -- | -- | -- | --- |
| 1.  | Millonarios               | 47  | 22 | 13 | 8 | 1  | 40 | 12 | 28  |
| 2.  | Fortaleza CEIF            | 41  | 22 | 12 | 5 | 5  | 43 | 23 | 20  |
| 3.  | Independiente Santa Fe    | 39  | 22 | 12 | 3 | 7  | 49 | 28 | 21  |
| 4.  | La Equidad                | 37  | 22 | 10 | 7 | 5  | 40 | 30 | 10  |
| 5.  | Llaneros FC               | 34  | 22 | 10 | 4 | 8  | 40 | 39 | 1   |
| 6.  | Plata Vinotinto y Oro     | 30  | 22 | 8  | 6 | 8  | 35 | 32 | 3   |
| 7.  | Bogotá FC                 | 29  | 22 | 7  | 8 | 7  | 28 | 28 | 0   |
| 8.  | Atlético Huila            | 27  | 22 | 8  | 3 | 11 | 29 | 31 | -2  |
| 9.  | Alianza Llanos            | 21  | 22 | 4  | 9 | 9  | 25 | 46 | -21 |
| 10. | Tigres FC                 | 20  | 22 | 5  | 5 | 12 | 32 | 38 | -6  |
| 11. | Libertad CD Villavicencio | 20  | 22 | 5  | 5 | 12 | 15 | 44 | -29 |
| 12. | Maracaneiros Bogotá       | 18  | 22 | 5  | 3 | 14 | 21 | 46 | -25 |

| 1°  | Tigres                | 0 : 1 | Plata Vinotinto y Oro  | Maracaná, Bogotá                    | 15 de marzo     | 12:00 |
| 1°  | Atlético Huila        | 1 : 0 | Bogotá FC              | Sede Deportiva, Neiva               | 16 de marzo     | 10:00 |
| 1°  | Maracaneiros          | 0 : 1 | Llaneros FC            | Xcoli, Bogotá                       | 16 de marzo     | 12:00 |
| 1°  | Libertad              | 1 : 0 | Santa Fe               | Cofrem, Villavicencio               | 16 de marzo     | 13:00 |
| 1°  | Millonarios           | 3 : 1 | La Equidad             | Xcoli, Bogotá                       | 17 de marzo     | 10:00 |
| 1°  | Fortaleza             | 1 : 2 | Alianza Llanos         | La Fortaleza, Bogotá                | 17 de marzo     | 12:00 |
| 2°  | Llaneros              | 2 : 1 | Atlético Huila         | Manuel Calle Lombana, Villavicencio | 22 de marzo     | 12:00 |
| 2°  | Alianza Llanos        | 1 : 1 | Tigres                 | Manuel Calle Lombana, Villavicencio | 23 de marzo     | 12:00 |
| 2°  | Equidad               | 3 : 0 | Libertad               | Sede Deportiva, Bogotá              | 23 de marzo     | 12:00 |
| 2°  | Santa Fe              | 2 : 3 | Fortaleza              | Sede Deportiva, Tenjo               | 23 de marzo     | 15:00 |
| 2°  | Plata Vinotinto y Oro | 5 : 1 | Maracaneiros           | Cancha Dimenor, Bogotá              | 24 de marzo     | 16:00 |
| 2°  | Bogotá                | 1 : 1 | Millonarios            | Finca Maracaná, Tenjo               | 25 de marzo     | 15:00 |
| 3°  | Tigres                | 2 : 4 | Santa Fe               | Maracaná, Bogotá                    | 29 de marzo     | 12:00 |
| 3°  | Atlético Huila        | 2 : 1 | Plata Vino tinto y Oro | Sede Deportiva, Neiva               | 30 de marzo     | 11:00 |
| 3°  | Equidad               | 1 : 0 | Bogotá                 | Sede Deportiva, Bogotá              | 30 de marzo     | 12:00 |
| 3°  | Libertad              | 1 : 3 | Fortaleza              | Cofrem, Villavicencio               | 30 de marzo     | 13:30 |
| 3°  | Maracaneiros          | 3 : 1 | Alianza Llanos         | Xcoli, Bogotá                       | 30 de marzo     | 14:00 |
| 3°  | Millonarios           | 6 : 1 | Llaneros               | Xcoli, Bogotá                       | 31 de marzo     | 12:00 |
| 4°  | Fortaleza             | 0 : 1 | Tigres                 | Ceif Sede Deportiva, Bogotá         | 5 de abril      | 11:00 |
| 4°  | Alianza Llanos        | 3 : 1 | Atlético Huila         | Manuel Calle Lombana, Villavicencio | 5 de abril      | 12:00 |
| 4°  | Bogotá                | 2 : 1 | Libertad               | Maracaná No. 1, Bogotá              | 5 de abril      | 14:00 |
| 4°  | Santafe               | 3 : 0 | Maracaneiros           | Sede Deportiva, Tenjo               | 7 de abril      | 12:00 |
| 4°  | Llaneros              | 4 : 0 | Equidad                | Manuel Calle Lombana, Villavicencio | 7 de abril      | 12:00 |
| 4°  | Plata Vinotinto y Oro | 0 : 0 | Millonarios            | Cancha Dimenor, Bogotá              | 7 de abril      | 13:00 |
| 5°  | Maracaneiros          | 0 : 3 | Fortaleza              | Xcoli Arrayanes, Bogotá             | 13 de abril     | 12:00 |
| 5°  | Equidad               | 0 : 0 | Plata Vinotinto y Oro  | Sede Deportiva, Bogotá              | 13 de abril     | 15:00 |
| 5°  | Atlético Huila        | 0 : 3 | Santa Fe               | Sede Deportiva, Neiva               | 13 de abril     | 15:30 |
| 5°  | Millonarios           | 1 : 1 | Alianza Llanos         | Xcoli, Bogotá                       | 14 de abril     | 12:00 |
| 5°  | Libertad              | 2 : 1 | Tigres                 | Cofrem, Villavicencio               | 14 de abril     | 12:00 |
| 5°  | Bogotá                | 1 : 1 | Llaneros               | Maracaná No. 1, Bogotá              | 15 de abril     | 15:00 |
| 6°  | Fortaleza             | 3 : 1 | Atlético Huila         | La Fortaleza, Bogotá                | 17 de abril     | 12:00 |
| 6°  | Santa Fe              | 2 : 2 | Millonarios            | Sede Deportiva, Tenjo               | 17 de abril     | 13:00 |
| 6°  | Tigres                | 5 : 0 | Maracaneiros           | Club Maracaná, Bogotá               | 18 de abril     | 10:00 |
| 6°  | Alianza Llanos        | 2 : 2 | Equidad                | Manuel Calle Lombana, Villavicencio | 20 de abril     | 12:00 |
| 6°  | Plata Vinotinto y Oro | 1 : 2 | Bogotá                 | Cancha Dimenor, Bogotá              | 21 de abril     | 10:00 |
| 6°  | Llaneros              | 4 : 0 | Libertad               | Manuel Calle Lombana, Villavicencio | 21 de abril     | 12:00 |
| 7°  | Llaneros              | 0 : 0 | Plata Vinotinto y Oro  | Manuel Calle Lombana, Villavicencio | 26 de abril     | 12:00 |
| 7°  | Bogotá                | 1 : 1 | Alianza Llanos         | Maracaná No. 1, Bogotá              | 26 de abril     | 14:00 |
| 7°  | Millonarios           | 1 : 0 | Fortaleza              | Xcoli, Bogotá                       | 27 de abril     | 10:00 |
| 7°  | Libertad              | 1 : 1 | Maracaneiros           | Cofrem, Villavicencio               | 27 de abril     | 13:00 |
| 7°  | Atlético Huila        | 2 : 0 | Tigres                 | Sede Deportiva, Neiva               | 27 de abril     | 15:30 |
| 7°  | La Equidad            | 1 : 0 | Santa Fe               | Sede Deportiva, Bogotá              | 1 de mayo       | 12:00 |
| 8°  | Tigres                | 1 : 0 | Millonarios            | Club Maracaná, Bogotá               | 3 de mayo       | 12:00 |
| 8°  | Maracaneiros          | 2 : 0 | Atlético Huila         | Xcoli Arrayanes, Bogotá             | 4 de mayo       | 14:00 |
| 8°  | Alianza Llanos        | 5 : 2 | Llaneros FC            | Manuel Calle Lombana, Villavicencio | 4 de mayo       | 14:00 |
| 8°  | Santa Fe              | 3 : 0 | Bogotá                 | Sede Deportiva, Bogotá              | 5 de mayo       | 12:00 |
| 8°  | Fortaleza             | 3 : 0 | Equidad                | La Fortaleza, Bogotá                | 5 de mayo       | 12:00 |
| 8°  | Plata Vinotinto y Oro | 1 : 1 | Libertad               | Cancha Dimenor, Bogotá              | 5 de mayo       | 19:00 |
| 9°  | Llaneros              | 3 : 1 | Santa Fe               | Manul Calle Lombana, Villavicencio  | 10 de mayo      | 12:00 |
| 9°  | Bogotá                | 1 : 1 | Fortaleza              | Maracaná No. 3, Bogotá              | 10 de mayo      | 15:00 |
| 9°  | Plata Vinotinto y Oro | 6 : 2 | Alianza Llanos         | Cancha Dimenor, Bogotá              | 10 de mayo      | 17:00 |
| 9°  | Millonarios           | 3 : 0 | Maracaneiros           | Xcoli, Bogotá                       | 11 de mayo      | 10:00 |
| 9°  | Equidad               | 2 : 2 | Tigres                 | Sede Deportiva, Bogotá              | 11 de mayo      | 12:00 |
| 9°  | Libertad              | 1 : 0 | Atlético Huila         | Cofrem, Villavicencio               | 12 de mayo      | 12:00 |
| 10° | Tigres                | 2 : 2 | Bogotá FC              | Club Maracaná, Bogotá               | 17 de mayo      | 12:00 |
| 10° | Santa Fe              | 4 : 2 | Plata Vinotinto y Oro  | Mazonber No. 5, Bogotá              | 17 de mayo      | 14:00 |
| 10° | Maracaneiros          | 0 : 1 | Equidad                | Xcoli Arrayanes, Bogotá             | 18 de mayo      | 15:00 |
| 10° | Atlético Huila        | 2 : 3 | Millonarios            | Sede Deportiva, Neiva               | 19 de mayo      | 12:00 |
| 10° | Libertad              | 1 : 0 | Alianza Llanos         | Cofrem, Villavicencio               | 19 de mayo      | 12:30 |
| 10° | Fortaleza             | 2 : 0 | Llaneros FC            | La Fortaleza, Bogotá                | 25 de mayo      | 13:00 |
| 11° | Bogotá                | 1 : 2 | Maracaneiros           | Maracana No. 1, Bogotá              | 31 de mayo      | 15:00 |
| 11° | Millonarios           | 6 : 0 | Libertad               | Xcoli, Bogotá                       | 1 de junio      | 12:00 |
| 11° | Llaneros              | 3 : 0 | Tigres                 | Manuel Calle Lombana, Villavicencio | 1 de junio      | 12:00 |
| 11° | Plata Vinotinto y Oro | 1 : 3 | Fortaleza              | Cancha Dimenor, Bogotá              | 2 de junio      | 12:00 |
| 11° | Equidad               | 2 : 2 | Atlético Huila         | Sede Deportiva, Bogotá              | 2 de junio      | 12:00 |
| 11° | Alianza Llanos        | 0 : 4 | Santa Fe               | Manuel Calle Lombana, Villavicencio | 3 de junio      | 12:00 |
| 12° | Bogotá                | 1 : 0 | Atlético Huila         | Maracaná No. 1, Bogotá              | 7 de junio      | 14:00 |
| 12° | Equidad               | 0 : 0 | Millonarios            | Sede Deportiva, Bogotá              | 9 de junio      | 12:00 |
| 12° | Plata Vinotinto y Oro | 2 : 2 | Tigres                 | Cancha Dimenor, Bogotá              | 9 de junio      | 12:00 |
| 12° | Llaneros              | 3 : 0 | Maracaneiros           | La Bombonera, Villavicencio         | 28 de junio     | 10:00 |
| 12° | Alianza Llanos        | 0 : 1 | Fortaleza              | Cofrem, Villavicencio               | 28 de junio     | 11:00 |
| 12° | Santa Fe              | 1 : 0 | Libertad               | Mazonver #5, Bogotá                 | 3 de julio      | 12:00 |
| 13° | Millonarios           | 2 : 0 | Bogotá                 | Xcoli, Bogotá                       | 15 de junio     | 09:00 |
| 13° | Fortaleza             | 1 : 2 | Santa Fe               | Estadio Municipal de Cota           | 15 de junio     | 12:00 |
| 13° | Maracaneiros          | 1 : 3 | Plata Vinotinto y Oro  | Xcoli, Bogotá                       | 15 de junio     | 15:00 |
| 13° | Atlético Huila        | 4 : 1 | Llaneros               | Sede Deportiva, Neiva               | 14 de agosto    | 12:00 |
| 13° | Tigres                | 1 : 2 | Alianza Llanos         | Maracaná, Bogotá                    | 16 de agosto    | 12:00 |
| 13° | Libertad              | 0 : 3 | Equidad                | Cofrem, Villavicencio               | 17 de agosto    | 12:30 |
| 14° | Bogotá                | 1 : 1 | Equidad                | Maracaná No. 1, Bogotá              | 21 de junio     | 15:00 |
| 14° | Plata Vinotinto y Oro | 3 : 0 | Atlético Huila         | Cancha Dimenor, Bogotá              | 21 de junio     | 18:00 |
| 14° | Santa Fe              | 3 : 2 | Tigres                 | Mazonver No. 5, Bogotá              | 24 de junio     | 12:00 |
| 14° | Alianza Llanos        | 1 : 1 | Maracaneiros           | Cofrem, Villavicencio               | 1 de julio      | 12:00 |
| 14° | Llaneros              | 1 : 1 | Millonarios            | Cofrem, Villavicencio               | 1 de julio      | 14:00 |
| 14° | Fortaleza             | 4 : 1 | Libertad               | Ceif Siberia, Bogotá                | 1 de julio      | 14:00 |
| 15° | Atlético Huila        | 2 : 0 | Alianza Llanos         | Sede Deportiva, Neiva               | 5 de julio      | 12:00 |
| 15° | Tigres                | 1 : 1 | Fortaleza              | Club Maracaná, Bogotá               | 5 de julio      | 12:00 |
| 15° | Equidad               | 3 : 2 | Llaneros               | Sede Deportiva, Bogotá              | 6 de julio      | 11:00 |
| 15° | Maracaneiros          | 3 : 1 | Santa Fe               | Xcoli No. 9, Bogotá                 | 6 de julio      | 15:00 |
| 15° | Millonarios           | 2 : 1 | Plata Vinotinto y Oro  | Xcoli, Bogotá                       | 7 de julio      | 10:00 |
| 15° | Libertad              | 1 : 1 | Bogotá                 | Cofrem, Villavicencio               | 8 de julio      | 12:30 |
| 16° | Fortaleza             | 2 : 1 | Maracaneiros           | Sede Deportiva, Bogotá              | 12 de julio     | 12:00 |
| 16° | Tigres                | 1 : 2 | Libertad               | Maracaná, Bogotá                    | 12 de julio     | 12:00 |
| 16° | Llaneros              | 2 : 1 | Bogotá                 | Manuel Calle Lombana, Villavicencio | 12 de julio     | 14:00 |
| 16° | Plata Vinotinto y Oro | 2 : 1 | Equidad                | Cancha Dimenor, Bogotá              | 13 de julio     | 10:00 |
| 16° | Alianza Llanos        | 0 : 0 | Millonarios            | Manuel Calle Lombana, Villavicencio | 14 de julio     | 12:00 |
| 16° | Santa Fe              | 0 : 0 | Atlético Huila         | Mazonver No. 5, Bogotá              | 17 de julio     | 14:00 |
| 17° | Equidad               | 3 : 0 | Alianza Llanos         | Sede Deportiva                      | 20 de julio     | 11:00 |
| 17° | Maracaneiros          | 1 : 3 | Tigres                 | Xcoli Arrayanes, Bogotá             | 20 de julio     | 15:00 |
| 17° | Millonarios           | 0 : 0 | Santa Fe               | Xcoli, Bogotá                       | 21 de julio     | 10:00 |
| 17° | Atlético Huila        | 1 : 1 | Fortaleza              | Sede Deportiva, Neiva               | 21 de julio     | 12:00 |
| 17° | Libertad              | 1 : 3 | Llaneros               | Cofrem, Villavicencio               | 21 de julio     | 13:30 |
| 17° | Bogotá FC             | 3 : 1 | Plata Vinotinto y Oro  | Maracaná No. 1, Bogotá              | 22 de julio     | 15:00 |
| 18° | Alianza Llanos        | 1 : 1 | Bogotá FC              | Manuel Calle Lombana, Villavicencio | 10 de julio     | 12:00 |
| 18° | Tigres FC             | 1 : 3 | Atlético Huila         | Maracaná, Bogotá                    | 26 de julio     | 12:00 |
| 18° | Maracaneiros          | 0 : 0 | Libertad               | Xcoli, Bogotá                       | 27 de julio     | 15:00 |
| 18° | Fortaleza             | 1 : 2 | Millonarios            | La Fortaleza, Bogotá                | 28 de julio     | 12:00 |
| 18° | Santa Fe              | 0 : 5 | Equidad                | Sede Deportiva, Bogotá              | 28 de julio     | 13:00 |
| 18° | Plata Vinotinto y Oro | 3 : 0 | Llaneros               | Cancha Dimenor, Bogotá              | 28 de julio     | 18:00 |
| 19° | Bogotá                | 1 : 0 | Santa Fe               | Maracaná No. 1, Bogotá              | 2 de agosto     | 15:00 |
| 19° | Millonarios           | 1 : 0 | Tigres                 | Xcoli, Bogotá                       | 3 de agosto     | 10:00 |
| 19° | Llaneros              | 4 : 0 | Alianza Llanos         | Manuel Calle Lombana, Villavicencio | 3 de agosto     | 14:00 |
| 19° | Equidad               | 2 : 2 | Fortaleza              | Sede Deportiva, Bogotá              | 3 de agosto     | 15:00 |
| 19° | Atlético Huila        | 0 : 1 | Maracaneiros           | Sede Deportiva, Neiva               | 4 de agosto     | 12:00 |
| 19° | Libertad              | 0 : 1 | Plata Vinotinto y Oro  | Coofrem, Villavicencio              | 4 de agosto     | 13:30 |
| 20° | Alianza Llanos        | 1 : 1 | Plata Vinotinto y Oro  | Manuel Calle Lombana, Villavicencio | 8 de agosto     | 12:00 |
| 20° | Tigres                | 3 : 4 | Equidad                | Club Maracaná, Bogotá               | 9 de agosto     | 12:00 |
| 20° | Atlético Huila        | 4 : 0 | Libertad               | Sede Deportiva, Neiva               | 9 de agosto     | 12:00 |
| 20° | Maracaneiros          | 0 : 1 | Millonarios            | Xcoli, Bogotá                       | 9 de agosto     | 15:00 |
| 20° | Fortaleza             | 2 : 1 | Bogotá                 | La Fortaleza, Bogotá                | 10 de agosto    | 10:00 |
| 20° | Santa Fe              | 5 : 1 | Llaneros               | Sede Deportiva, Bogotá              | 11 de agosto    | 10:00 |
| 21° | Equidad               | 3 : 1 | Maracaneiros           | Sede Deportiva, Bogotá              | 23 de agosto    | 11:00 |
| 21° | Alianza Llanos        | 1 : 1 | Libertad               | Manuel Calle Lombana, Villavicencio | 23 de agosto    | 12:00 |
| 21° | Llaneros              | 2 : 2 | Fortaleza              | Manuel Calle Lombana, Villavicencio | 23 de agosto    | 14:00 |
| 21° | Bogotá                | 2 : 0 | Tigres                 | Maracaná No. 1, Bogotá              | 23 de agosto    | 15:00 |
| 21° | Millonarios           | 1 : 0 | Atlético Huila         | Xcoli, Bogotá                       | 24 de agosto    | 13:00 |
| 21° | Plata Vinotinto y Oro | 0 : 3 | Santa Fe               | Cancha Dimenor, Bogotá              | 25 de agosto    | 18:00 |
| 22° | Santa Fe              | 8 : 1 | Alianza Llanos         | Sede Deportiva, Tenjo               | 7 de septiembre | 11:00 |
| 22° | Fortaleza             | 4 : 0 | Plata Vinotinto y Oro  | La Fortaleza, Bogotá                | 7 de septiembre | 11:00 |
| 22° | Tigres                | 3 : 0 | Llaneros               | Club Maracaná, Bogotá               | 7 de septiembre | 11:00 |
| 22° | Maracaneiros          | 3 : 5 | Bogotá                 | Xcoli, Bogotá                       | 7 de septiembre | 11:00 |
| 22° | Atlético Huila        | 3 : 2 | Equidad                | Sede Deportiva, Neiva               | 7 de septiembre | 11:00 |
| 22° | Libertad              | 0 : 4 | Millonarios            | La Bombonera, Villavicencio         | 7 de septiembre | 11:00 |

### Grupo B
| Pos | Equipos                | Pts | PJ | G  | E | P  | GF | GC | DIF |
| --- | ---------------------- | --- | -- | -- | - | -- | -- | -- | --- |
| 1.  | Atlético Nacional      | 50  | 22 | 15 | 5 | 2  | 50 | 18 | 32  |
| 2.  | Deportes Tolima        | 47  | 22 | 14 | 5 | 3  | 50 | 25 | 25  |
| 3.  | Envigado FC            | 43  | 22 | 13 | 4 | 5  | 43 | 23 | 20  |
| 4.  | Total Soccer           | 41  | 22 | 11 | 8 | 3  | 37 | 22 | 15  |
| 5.  | Once Caldas            | 41  | 22 | 12 | 5 | 5  | 34 | 20 | 14  |
| 6.  | Águilas Doradas        | 36  | 22 | 10 | 6 | 6  | 28 | 21 | 7   |
| 7.  | Independiente Medellín | 29  | 22 | 7  | 8 | 7  | 24 | 24 | 0   |
| 8.  | Alianza Platanera      | 22  | 22 | 6  | 4 | 12 | 24 | 38 | -14 |
| 9.  | Sol de Oriente         | 18  | 22 | 4  | 6 | 12 | 22 | 38 | -16 |
| 10. | Leones FC              | 15  | 22 | 4  | 3 | 15 | 19 | 40 | -21 |
| 11. | Barcelona FC Bogotá    | 14  | 22 | 2  | 8 | 12 | 12 | 33 | -21 |
| 12. | CD Ferrovalvulas       | 7   | 22 | 1  | 4 | 17 | 15 | 56 | -41 |

| 1°  | Alianza Platanera      | 2 : 1 | Envigado          | Estadio Cincuentenario, Medellín           | 15 de marzo     | 11:00 |
| 1°  | Sol de Oriente         | 1 : 2 | Deportes Tolima   | Marte #1, Medellín                         | 15 de marzo     | 11:00 |
| 1°  | Ferrovalvulas          | 0 : 2 | Atlético Nacional | Estadio Cincuentenario, Medellín           | 16 de marzo     | 12:00 |
| 1°  | Independiente Medellín | 0 : 0 | Águilas Doradas   | Marte #1, Medellín                         | 17 de abril     | 13:00 |
| 1°  | Once Caldas            | 2 : 1 | Total Soccer      | C. D. Villa Diana, Villamaria              | 3 de abril      | 12:00 |
| 1°  | Leones FC              | 2 : 0 | Barcelona FC      | Maria Auxiliadora, La Ceja                 | 15 de mayo      | 11:00 |
| 2°  | Deportes Tolima        | 4 : 0 | Ferrovalvulas     | Sede Deportiva, Ibagué                     | 22 de marzo     | 15:00 |
| 2°  | Envigado FC            | 2 : 1 | Leones FC         | Polideportivo Sur, Envigado                | 23 de marzo     | 11:00 |
| 2°  | Águilas Doradas        | 2 : 0 | Alianza Platanera | El Porvenir, Rionegro                      | 24 de marzo     | 09:00 |
| 2°  | Atl. Nacional          | 2 : 2 | Indep. Medellín   | Sede Deportiva, Guarne                     | 24 de marzo     | 10:00 |
| 2°  | Barcelona FC           | 1 : 1 | Once Caldas       | El Bunker, Bogotá                          | 24 de marzo     | 13:00 |
| 2°  | Total Soccer           | 2 : 1 | Sol de Oriente    | Estadio de La Ceja                         | 24 de marzo     | 15:00 |
| 3°  | Sol de Oriente         | 0 : 0 | Barcelona FC      | Marte #1, Medellín                         | 29 de marzo     | 11:00 |
| 3°  | Alianza Platanera      | 1 : 0 | Leones FC         | Estadio Cincuentenario, Medellín           | 29 de marzo     | 11:00 |
| 3°  | Once Caldas            | 0 : 2 | Envigado FC       | C. D. Villa Diana, Villamaria              | 29 de marzo     | 12:00 |
| 3°  | Águilas Doradas        | 0 : 2 | Atl. Nacional     | El Porvenir, Rionegro                      | 30 de marzo     | 14:00 |
| 3°  | Medellín               | 4 : 2 | Deportes Tolima   | Marte #1, Medellín                         | 30 de marzo     | 14:00 |
| 3°  | Ferrovalvulas          | 0 : 1 | Total Soccer      | Estadio Cincuentenario, Medellín           | 31 de marzo     | 12:00 |
| 4°  | Barcelona FC           | 0 : 0 | Ferrovalvulas     | Bunker No. 1, Bogotá                       | 5 de abril      | 11:00 |
| 4°  | Deportes Tolima        | 4 : 0 | Águilas Doradas   | Sede Deportiva, Ibagué                     | 5 de abril      | 15:00 |
| 4°  | Envigado FC            | 4 : 0 | Sol de Oriente    | Polideportivo Sur, Envigado                | 6 de abril      | 11:00 |
| 4°  | Atl. Nacional          | 5 : 0 | Alianza Platanera | Sede Deportiva, Guarne                     | 7 de abril      | 09:00 |
| 4°  | Total Soccer           | 1 : 1 | Medellín          | Estadio de La Ceja                         | 7 de abril      | 13:00 |
| 4°  | Leones FC              | 1 : 0 | Once Caldas       | María Auxiliadora, La Ceja                 | 7 de abril      | 16:00 |
| 5°  | Águilas Doradas        | 0 : 0 | Total Soccer      | El Porvenir, Rionegro                      | 12 de abril     | 10:30 |
| 5°  | Alianza Platanera      | 1 : 2 | Once Caldas       | Tulio Ospina, Bello                        | 13 de abril     | 10:00 |
| 5°  | Sol de Oriente         | 0 : 1 | Leones FC         | Cancha Marte, Medellín                     | 13 de abril     | 12:00 |
| 5°  | Medellín               | 3 : 0 | Barcelona FC      | Cancha Marte, Medellín                     | 13 de abril     | 14:00 |
| 5°  | Atl. Nacional          | 3 : 1 | Deportes Tolima   | Sede Deportiva, Guarne                     | 14 de abril     | 09:00 |
| 5°  | Ferrovalvulas          | 1 : 3 | Envigado FC       | El Dorado, Envigado                        | 16 de abril     | 11:00 |
| 6°  | Total Soccer           | 1 : 3 | Atl. Nacional     | Estadio de La Ceja                         | 18 de abril     | 13:00 |
| 6°  | Deportes Tolima        | 3 : 1 | Alianza Platanera | Sede Deportiva, Ibagué                     | 20 de abril     | 10:00 |
| 6°  | Once Caldas            | 3 : 1 | Sol de Oriente    | Villa Diana, Villamaría                    | 20 de abril     | 10:00 |
| 6°  | Leones FC              | 2 : 2 | Ferrovalvulas     | Maria Auxiliadora, La Ceja                 | 20 de abril     | 13:00 |
| 6°  | Envigado FC            | 1 : 0 | Indep. Medellín   | Polideportivo Sur, Envigado                | 22 de abril     | 11:00 |
| 6°  | Barcelona FC           | 0 : 3 | Águilas Doradas   | Bunker No. 1, Bogotá                       | 24 de abril     | 13:00 |
| 7°  | Alianza Platanera      | 1 : 1 | Sol de Oriente    |                                            | 26 de abril     | 11:00 |
| 7°  | Deportes Tolima        | 2 : 0 | Total Soccer      | Sede Deportiva, Ibagué                     | 26 de abril     | 15:00 |
| 7°  | Atlético Nacional      | 2 : 1 | Barcelona FC      | Sede Deportiva, Guarne                     | 28 de abril     | 09:00 |
| 7°  | Indep. Medellín        | 1 : 1 | Leones FC         | Cancha Marte No. 1, Medellín               | 28 de abril     | 14:00 |
| 7°  | Ferrovalvulas          | 0 : 4 | Once Caldas       | Cancha Marte No. 1, Medellín               | 28 de abril     | 16:00 |
| 7°  | Águilas Doradas        | 1 : 1 | Envigado FC       | El Porvenir, Rionegro                      | 30 de abril     | 11:30 |
| 8°  | Once Caldas            | 3 : 0 | Indep. Medellín   | Palogrande, Manizales                      | 4 de mayo       | 11:00 |
| 8°  | Barcelona FC           | 0 : 1 | Deportes Tolima   | Bunker No. 1, Bogotá                       | 4 de mayo       | 12:00 |
| 8°  | Leones FC              | 0 : 3 | Águilas Doradas   | Maria Auxiliadora, La Ceja                 | 4 de mayo       | 14:00 |
| 8°  | Total Soccer           | 3 : 1 | Alianza Platanera | Estadio de La Ceja                         | 5 de mayo       | 13:00 |
| 8°  | Sol de Oriente         | 1 : 1 | Ferrovalvulas     | Marte No. 1, Medellín                      | 5 de mayo       | 15:00 |
| 8°  | Envigado FC            | 1 : 2 | Atlético Nacional | Polideportivo Sur, Envigado                | 6 de mayo       | 11:00 |
| 9°  | Águilas Doradas        | 1 : 1 | Once Caldas       | El Porvenir, Rionegro                      | 10 de mayo      | 10:30 |
| 9°  | Deportes Tolima        | 3 : 2 | Envigado FC       | Sede Deportiva, Ibagué                     | 10 de mayo      | 15:00 |
| 9°  | Atlético Nacional      | 4 : 1 | Leones FC         | Sede Deportiva, Guarne                     | 11 de mayo      | 09:00 |
| 9°  | Indep. Medellín        | 1 : 0 | Sol de Oriente    | Cancha Marte, Medellín                     | 12 de mayo      | 10:00 |
| 9°  | Total Soccer           | 2 : 2 | Barcelona FC      | Estadio de La Ceja                         | 12 de mayo      | 13:00 |
| 9°  | Alianza Platanera      | 1 : 1 | Ferrovalvulas     | Cancha Marte, Medellín                     | 13 de mayo      | 12:00 |
| 10° | Ferrovalvulas          | 1 : 2 | Indep. Medellín   | Cancha Marte No. 1, Medellín               | 17 de mayo      | 09:00 |
| 10° | Alianza Platanera      | 1 : 1 | Barcelona FC      | Luis Fernando Montoya, Caldas              | 17 de mayo      | 11:00 |
| 10° | Envigado FC            | 1 : 2 | Total Soccer      | Polideportivo Sur, Envigado                | 18 de mayo      | 11:00 |
| 10° | Leones FC              | 2 : 3 | Deportes Tolima   | Maria Auxiliadora, La Ceja                 | 18 de mayo      | 14:00 |
| 10° | Once Caldas            | 1 : 2 | Atlético Nacional | Complejo Villa Diana, Villamaría           | 18 de mayo      | 14:00 |
| 10° | Sol de Oriente         | 1 : 1 | Águilas Doradas   | Cancha Marte No. 1, Medellín               | 21 de mayo      | 14:30 |
| 11° | Deportes Tolima        | 1 : 0 | Once Caldas       | Sede Deportiva, Ibagué                     | 24 de mayo      | 15:00 |
| 11° | Águilas Doradas        | 4 : 0 | Ferrovalvulas     | El Porvenir, Rionegro                      | 31 de mayo      | 10:30 |
| 11° | Atlético Nacional      | 4 : 0 | Sol de Oriente    | Sede Deportiva, Guarne                     | 1 de junio      | 09:00 |
| 11° | Barcelona FC           | 0 : 2 | Envigado FC       | Bunker No. 1, Bogotá                       | 1 de junio      | 10:00 |
| 11° | Indep. Medellín        | 0 : 2 | Alianza Platanera | Cancha Marte No. 1, Medellín               | 1 de junio      | 14:00 |
| 11° | Total Soccer           | 2 : 1 | Leones FC         | Estadio de La Ceja                         | 2 de junio      | 13:00 |
| 12° | Atlético Nacional      | 6 : 2 | Ferrovalvulas     | Sede Deportiva, Guarne                     | 7 de junio      | 09:00 |
| 12° | Águilas Doradas        | 1 : 2 | Indep. Medellín   | El Porvenir, Rionegro                      | 7 de junio      | 10:00 |
| 12° | Deportes Tolima        | 2 : 2 | Sol de Oriente    | Sede Deportiva, Ibagué                     | 7 de junio      | 15:00 |
| 12° | Envigado FC            | 1 : 0 | Alianza Platanera | Polideportivo Sur, Envigado                | 8 de junio      | 11:00 |
| 12° | Barcelona FC           | 0 : 0 | Leones FC         | Bunker No. 1, Bogotá                       | 8 de junio      | 15:00 |
| 12° | Total Soccer           | 2 : 0 | Once Caldas       | Estadio de La Ceja                         | 11 de junio     | 13:00 |
| 13° | Leones FC              | 1 : 2 | Envigado FC       | Estadio Metropolitano, Itagüí              | 14 de junio     | 10:00 |
| 13° | Alianza Platanera      | 1 : 2 | Águilas Doradas   | Estadio Cincuentenario, Medellín           | 14 de junio     | 11:00 |
| 13° | Indep. Medellín        | 0 : 1 | Atlético Nacional | Cancha Marte No. 1, Medellín               | 14 de junio     | 11:00 |
| 13° | Once Caldas            | 2 : 0 | Barcelona FC      | Polideportivo Villa Diana, Villamaría      | 15 de junio     | 12:00 |
| 13° | Sol de Oriente         | 0 : 3 | Total Soccer      | Cancha Marte No. 1, Medellín               | 16 de junio     | 14:00 |
| 13° | Ferrovalvulas          | 0 : 5 | Deportes Tolima   | Cancha Marte No. 1, Medellín               | 16 de junio     | 16:00 |
| 14° | Atlético Nacional      | 3 : 0 | Águilas Doradas   | Sede Deportiva, Guarne                     | 21 de junio     | 09:00 |
| 14° | Barcelona FC           | 2 : 2 | Sol de Oriente    | Complejo El Bunker, Bogotá                 | 21 de junio     | 13:00 |
| 14° | Deportes Tolima        | 2 : 2 | Indep. Medellín   | Sede Deportiva, Ibagué                     | 21 de junio     | 15:00 |
| 14° | Envigado FC            | 2 : 3 | Once Caldas       | Polideportivo Sur, Envigado                | 22 de junio     | 11:00 |
| 14° | Total Soccer           | 3 : 0 | Ferrovalvulas     | Estadio de La Ceja                         | 23 de junio     | 13:00 |
| 14° | Leones FC              | 2 : 3 | Alianza Platanera | Cancha María Auxiliadora, La Ceja          | 23 de junio     | 15:30 |
| 15° | Águilas Doradas        | 1 : 0 | Deportes Tolima   | El Porveni, Rionegro                       | 5 de julio      | 10:30 |
| 15° | Alianza Platanera      | 0 : 2 | Atl. Nacional     | Cincuentenario, Medellín                   | 5 de julio      | 11:00 |
| 15° | Once Caldas            | 1 : 0 | Envigado FC       | Polideportivo de Villamaría                | 5 de julio      | 12:00 |
| 15° | Sol de Oriente         | 1 : 3 | Envigado FC       | Marte No. 1, Medellín                      | 6 de julio      | 14:00 |
| 15° | Ferrovalvulas          | 0 : 1 | Barcelona FC      | Marte No. 1, Medellín                      | 7 de julio      | 12:00 |
| 15° | Indep. Medellín        | 2 : 3 | Total Soccer      | Marte No. 1, Medellín                      | 7 de julio      | 14:00 |
| 16° | Envigado FC            | 2 : 0 | Ferrovalvulas     | Polideportivo Sur, Envigado                | 12 de julio     | 11:00 |
| 16° | Once Caldas            | 2 : 1 | Alianza Platanera | Complejo Villa Diana, Villamaría           | 12 de julio     | 12:00 |
| 16° | Deportes Tolima        | 2 : 0 | Atl. Nacional     | Sede Deportiva, Ibagué                     | 12 de julio     | 15:00 |
| 16° | Barcelona FC           | 1 : 1 | Indep. Medellín   | Bunker No. 1, Bogotá                       | 13 de julio     | 10:00 |
| 16° | Total Soccer           | 1 : 1 | Águilas Doradas   | Estadio de La Ceja                         | 14 de julio     | 13:00 |
| 16° | Leones FC              | 0 : 2 | Sol de Oriente    | Maria Auxiliadora, La Ceja                 | 14 de julio     | 15:30 |
| 17° | Ferrovalvulas          | 4 : 1 | Leones FC         | Cancha Marte, Medellín                     | 19 de julio     | 09:00 |
| 17° | Atl. Nacional          | 1 : 1 | Total Soccer      | Sede Deportiva, Guarne                     | 19 de julio     | 09:00 |
| 17° | Águilas Doradas        | 2 : 0 | Barcelona FC      | El Porvenir, Rionegro                      | 19 de julio     | 10:30 |
| 17° | Alianza Platanera      | 0 : 1 | Deportes Tolima   | Luis Fernando Montoya, Caldas              | 19 de julio     | 11:00 |
| 17° | Sol de Oriente         | 0 : 2 | Once Caldas       | Marte No. 1, Medellín                      | 19 de julio     | 11:30 |
| 17° | Indep. Medellín        | 0 : 2 | Envigado FC       | Marte No. 1, Medellín                      | 21 de julio     | 12:00 |
| 18° | Barcelona FC           | 0 : 0 | Atlético Nacional | Bunker No. 1, Bogotá                       | 27 de julio     | 10:00 |
| 18° | Once Caldas            | 3 : 1 | Ferrovalvulas     | Complejo Villa Diana, Villamaría           | 27 de julio     | 14:00 |
| 18° | Total Soccer           | 0 : 0 | Deportes Tolima   | Estadio de La Ceja                         | 28 de julio     | 13:00 |
| 18° | Leones FC              | 2 : 1 | Indep. Medellín   | María Auxiliadora, La Ceja                 | 28 de julio     | 16:00 |
| 18° | Envigado FC            | 1 : 0 | Águilas Doradas   | Polideportivo Sur, Envigado                | 28 de julio     | 16:00 |
| 18° | Sol de Oriente         | 2 : 0 | Alianza Platanera | Cancha Marte No. 1, Medellín               | 29 de julio     | 11:00 |
| 19° | Águilas Doradas        | 1 : 0 | Leones FC         | El Porvenir, Rionegro                      | 2 de agosto     | 10:30 |
| 19° | Alianza Platanera      | 3 : 3 | Total Soccer      | Tulio Ospina, Bello                        | 2 de agosto     | 11:00 |
| 19° | Deportes Tolima        | 3 : 0 | Barcelona FC      | Sede Deportiva, Ibagué                     | 2 de agosto     | 15:00 |
| 19° | Atlético Nacional      | 2 : 2 | Envigado FC       | Sede Deportiva, Guarne                     | 3 de agosto     | 09:00 |
| 19° | Indep. Medellín        | 0 : 0 | Once Caldas       | Cancha Marte No. 1, Medellín               | 4 de agosto     | 12:00 |
| 19° | Ferrovalvulas          | 1 : 3 | Sol de Oriente    | Cancha Marte No. 1, Medellín               | 5 de agosto     | 11:00 |
| 20° | Leones FC              | 1 : 3 | Atlético Nacional | Maria Auxiliadora, La Ceja                 | 7 de agosto     | 14:00 |
| 20° | Ferrovalvulas          | 0 : 4 | Alianza Platanera | Cancha Marte No. 1, Medellín               | 9 de agosto     | 11:00 |
| 20° | Barcelona FC           | 0 : 2 | Total Soccer      | Bunker No. 1, Bogotá                       | 10 de agosto    | 10:00 |
| 20° | Once Caldas            | 1 : 0 | Águilas Doradas   | Palogrande, Manizales                      | 10 de agosto    | 12:00 |
| 20° | Envigado FC            | 3 : 3 | Deportes Tolima   | Polideportivo Sur, Envigado                | 11 de agosto    | 11:00 |
| 20° | Sol de Oriente         | 1 : 0 | Indep. Medellín   | Cancha Marte No. 1, Medellín               | 11 de agosto    | 14:00 |
| 21° | Atlético Nacional      | 0 : 0 | Once Caldas       | Sede Deportiva, Guarne                     | 23 de julio     | 09:00 |
| 21° | Águilas Doradas        | 3 : 2 | Sol de Oriente    | El Porvenir, Rionegro                      | 23 de agosto    | 10:30 |
| 21° | Barcelona FC           | 4 : 0 | Alianza Platanera | Bunker No. 1, Bogotá                       | 23 de agosto    | 15:00 |
| 21° | Deportes Tolima        | 3 : 1 | Leones FC         | Sede Deportiva, Ibagué                     | 23 de agosto    | 15:00 |
| 21° | Total Soccer           | 1 : 1 | Envigado FC       | Estadio de La Ceja                         | 25 de agosto    | 11:00 |
| 21° | Indep. Medellín        | 2 : 0 | Ferroválvulas     | Cancha Marte No. 1, Medellín               | 25 de agosto    | 14:00 |
| 22° | Alianza Platanera      | 1 : 1 | Indep. Medellín   | Cancha Marte No. 1, Medellín               | 30 de agosto    | 09:00 |
| 22° | Once Caldas            | 3 : 3 | Deportes Tolima   | Complejo Deportivo Villa Diana, Villamaría | 7 de septiembre | 11:00 |
| 22° | Sol de Oriente         | 1 : 2 | Atlético Nacional | Cancha Marte No. 1, Medellín               | 7 de septiembre | 11:00 |
| 22° | Envigado FC            | 4 : 0 | Barcelona FC      | Polideportivo Sur, Envigado                | 7 de septiembre | 11:00 |
| 22° | Leones FC              | 0 : 3 | Total Soccer      | María Auxiliadora, La Ceja                 | 7 de septiembre | 11:00 |
| 22° | Ferroválvulas          | 1 : 2 | Águilas Doradas   | Cancha Marte No. 1, Medellín               | 16:00           |       |

### Grupo C
| Pos | Equipos                  | Pts | PJ | G  | E | P  | GF | GC | DIF |
| --- | ------------------------ | --- | -- | -- | - | -- | -- | -- | --- |
| 1.  | América de Cali          | 47  | 22 | 15 | 2 | 5  | 53 | 21 | 32  |
| 2.  | Deportivo Cali           | 41  | 22 | 12 | 5 | 5  | 53 | 26 | 27  |
| 3.  | Cyclones Cali            | 40  | 22 | 12 | 4 | 6  | 48 | 32 | 16  |
| 4.  | Cortuluá                 | 40  | 22 | 12 | 4 | 6  | 38 | 26 | 12  |
| 5.  | Universitario de Popayán | 33  | 22 | 9  | 6 | 7  | 27 | 26 | +1  |
| 6.  | Asociados Quindianos     | 33  | 22 | 9  | 6 | 7  | 34 | 39 | -5  |
| 7.  | Deportes Quindío         | 31  | 22 | 9  | 4 | 9  | 30 | 30 | 0   |
| 8.  | Deportivo Pasto          | 24  | 22 | 7  | 3 | 12 | 23 | 36 | -13 |
| 9.  | Atlético Fútbol Club     | 24  | 22 | 7  | 3 | 12 | 21 | 35 | -14 |
| 10. | Deportivo Pereira        | 23  | 22 | 6  | 5 | 11 | 39 | 48 | -9  |
| 11. | Orsomarso SC             | 20  | 22 | 5  | 5 | 12 | 34 | 50 | -16 |
| 12. | Academia Tolimense       | 13  | 22 | 2  | 7 | 13 | 15 | 45 | -30 |

| 1°  | Deportivo Cali     | 0 : 3 | Universitario        | Sede Deportiva, Cali               | 15 de marzo     | 13:00 |
| 1°  | América de Cali    | 2 : 1 | Cortuluá             | Sede Deportiva, Cali               | 16 de marzo     | 11:00 |
| 1°  | Cyclones Cali      | 6 : 1 | Atlético FC          | Comfandi, Cali                     | 16 de marzo     | 12:00 |
| 1°  | Aca. Tolimense     | 1 : 1 | Orsomarso SC         | 14 de octubre, Ibagué              | 17 de marzo     | 14:05 |
| 1°  | Deportes Quindío   | 2 : 2 | Aso. Quindianos      | Sede Deportiva La Troja, Cali      | 20 de marzo     | 11:00 |
| 1°  | Deportivo Pereira  | 1 : 2 | Deportivo Pasto      | Complejo Deportivo Cordep, Pereira | 20 de agosto    | 11:00 |
| 2°  | Atlético FC        | 0 : 1 | Deportes Quindío     | Comfandi Pance, Cali               | 22 de marzo     | 09:00 |
| 2°  | Universitario      | 3 : 2 | Cyclones Cali        | Sede Deportiva La Troja, Cali      | 22 de marzo     | 10:00 |
| 2°  | Orsomarso SC       | 1 : 1 | Deportivo Cali       | Club Shalon, Cali                  | 22 de marzo     | 11:00 |
| 2°  | Cortuluá           | 3 : 2 | Deportivo Pereira    | Sede Deportiva, Tuluá              | 23 de marzo     | 11:00 |
| 2°  | Aso. Quindianos    | 1 : 0 | América de Cali      | Arpidio Mejía, La Tebaida          | 25 de marzo     | 12:00 |
| 2°  | Deportivo Pasto    | 0 : 0 | Aca. Tolimense       | La Gran Estación, Pasto            | 29 de mayo      | 14:00 |
| 3°  | América FC         | 6 : 0 | Atlético FC          | Sede Deportiva, Cali               | 30 de marzo     | 11:00 |
| 3°  | Deportivo Pereira  | 3 : 1 | Aso. Quindianos      | Villa Olímpica, Pereira            | 30 de marzo     | 14:00 |
| 3°  | Cyclones Cali      | 3 : 1 | Deportes Quindío     | Comfandi, Cali                     | 30 de marzo     | 14:00 |
| 3°  | Aca. Tolimense     | 1 : 0 | Cortuluá             | 14 de Octubre, Ibagué              | 31 de marzo     | 12:05 |
| 3°  | Universitario      | 1 : 1 | Orsomarso            | Sede Deportiva La Troja, Cali      | 1 de abril      | 11:00 |
| 3°  | Deportivo Cali     | 3 : 1 | Deportivo Pasto      | Sede Deportiva, Cali               | 7 de agosto     | 11:00 |
| 4°  | Deportes Quindío   | 1 : 3 | América de Cali      | Sede Deportiva La Troja, Cali      | 5 de abril      | 10:00 |
| 4°  | Atlético FC        | 1 : 1 | Deportivo Pereira    | Comfandi Pance, Cali               | 5 de abril      | 15:00 |
| 4°  | Orsomarso          | 3 : 3 | Cyclones Cali        | Águila Roja, Cali                  | 6 de abril      | 10:00 |
| 4°  | Cortuluá           | 0 : 4 | Deportivo Cali       | Sede Tres Esquinas, Tuluá          | 6 de abril      | 11:00 |
| 4°  | Aso. Quindianos    | 1 : 0 | Aca. Tolimense       | Arpidio Mejía, La Tebaida          | 6 de abril      | 14:00 |
| 4°  | Deportivo Pasto    | 0 : 1 | Universitario        | Gran Estación, Pasto               | 26 de mayo      | 13:30 |
| 5°  | Deportivo Cali     | 6 : 1 | Aso. Quindianos      | Sede Deportiva, Cali               | 12 de abril     | 13:00 |
| 5°  | Orsomarso          | 3 : 0 | Deportivo Pasto      | Águila Roja, Cali                  | 13 de abril     | 10:30 |
| 5°  | Deportivo Pereira  | 1 : 2 | Deportes Quindío     | Villa Olímpica, Pereira            | 13 de abril     | 11:00 |
| 5°  | Cyclones Cali      | 2 : 1 | América de Cali      | Comfandi, Cali                     | 13 de abril     | 14:00 |
| 5°  | Aca. Tolimense     | 2 : 1 | Atlético FC          | 14 de Octubre, Ibagué              | 18 de abril     | 10:00 |
| 5°  | Universitario      | 0 : 1 | Cortuluá             | La Troja, Cali                     | 24 de abril     | 10:00 |
| 6°  | Cortuluá           | 4 : 1 | Orsomarso SC         | Sede Tres Esquinas, Tuluá          | 18 de abril     | 11:00 |
| 6°  | Aso. Quindianos    | 1 : 1 | Universitario        | Arpidio Mejía, La Tebaida          | 20 de abril     | 11:00 |
| 6°  | América de Cali    | 4 : 1 | Deportivo Pereira    | Sede Deportiva, Cali               | 20 de abril     | 11:00 |
| 6°  | Deportivo Pasto    | 2 : 1 | Cyclones Cali        | La Gran Estación, Pasto            | 21 de abril     | 13:30 |
| 6°  | Atlético FC        | 1 : 3 | Deportivo Cali       | Comfandi, Cali                     | 22 de abril     | 10:00 |
| 6°  | Deportes Quindío   | 3 : 0 | Aca. Tolimense       | Sede La Troja, Cali                | 23 de abril     | 10:00 |
| 7°  | Universitario      | 2 : 0 | Atlético FC          | Sede La Troja, Cali                | 26 de abril     | 10:00 |
| 7°  | Orsomarso SC       | 4 : 4 | Aso. Quindianos      | Sede Águila Roja, Cali             | 26 de abril     | 11:00 |
| 7°  | Deportivo Cali     | 3 : 1 | Deportes Quindío     | Estadio Deportivo Cali, Palmira    | 26 de abril     | 14:00 |
| 7°  | Deportivo Pasto    | 4 : 2 | Cortuluá             | La Gran Estación, Pasto            | 27 de abril     | 11:30 |
| 7°  | Cyclones Cali      | 0 : 3 | Deportivo Pereira    | Comfandi, Cali                     | 27 de abril     | 14:00 |
| 7°  | Aca. Tolimense     | 1 : 1 | América de Cali      | 14 de Octubre, Ibagué              | 28 de abril     | 12:05 |
| 8°  | Cortuluá           | 2 : 1 | Cyclones Cali        | Sede Tres Esquinas, Tuluá          | 3 de mayo       | 10:00 |
| 8°  | Atlético FC        | 3 : 0 | Orsomarso SC         | Comfandi, Cali                     | 3 de mayo       | 10:00 |
| 8°  | Deportes Quindío   | 0 : 0 | Universitario        | Sede La Troja, Cali                | 3 de mayo       | 10:00 |
| 8°  | América de Cali    | 2 : 1 | Deportivo Cali       | Sede Cascajal, Cali                | 3 de mayo       | 11:00 |
| 8°  | Deportivo Pereira  | 1 : 1 | Aca. Tolimense       | Sede La Siria, Pereira             | 3 de mayo       | 14:00 |
| 8°  | Aso. Quindianos    | 2 : 0 | Deportivo Pasto      | Arpidio Mejía, La Tebaida          | 4 de mayo       | 12:00 |
| 9°  | Universitario      | 3 : 3 | América de Cali      | Sede La Troja, Cali                | 10 de mayo      | 09:00 |
| 9°  | Deportivo Cali     | 6 : 0 | Deportivo Pereira    | Sede Deportiva, Cali               | 10 de mayo      | 13:00 |
| 9°  | Orsomarso SC       | 3 : 1 | Deportes Quindío     | Sede Águila Roja, Cali             | 11 de mayo      | 09:00 |
| 9°  | Cyclones Cali      | 2 : 0 | Aca. Tolimense       | Comfandi, Cali                     | 11 de mayo      | 10:00 |
| 9°  | Cortuluá           | 4 : 2 | Aso. Quindianos      | Sede Tres Esquinas, Cali           | 11 de mayo      | 10:00 |
| 9°  | Deportivo Pasto    | 1 : 0 | Atlético FC          | La Gran Estación, Pasto            | 11 de mayo      | 11:00 |
| 10° | Deportes Quindío   | 5 : 0 | Deportivo Pasto      | Sede Deportiva La Troja, Cali      | 17 de mayo      | 11:00 |
| 10° | América de Cali    | 3 : 0 | Orsomarso SC         | Sede Deportiva, Cali               | 18 de mayo      | 11:00 |
| 10° | Cyclones Cali      | 1 : 1 | Aso. Quindianos      | Comfandi, Cali                     | 18 de mayo      | 12:00 |
| 10° | Deportivo Pereira  | 1 : 1 | Universitario        | Cancha Villa Olímpica, Pereira     | 18 de mayo      | 11:00 |
| 10° | Aca. Tolimense     | 0 : 0 | Deportivo Cali       | 14 de Octubre, Ibagué              | 18 de mayo      | 14:00 |
| 10° | Atlético FC        | 1 : 0 | Cortuluá             | Comfandi, Cali                     | 20 de mayo      | 10:00 |
| 11° | Deportivo Cali     | 3 : 4 | Cyclones Cali        | Sede Deportiva, Cali               | 28 de mayo      | 13:00 |
| 11° | Universitario      | 2 : 1 | Aca. Tolimense       | Sede La Troja, Cali                | 31 de mayo      | 10:00 |
| 11° | Orsomarso SC       | 3 : 4 | Deportivo Pereira    | Sede Deportiva, Palmira            | 31 de mayo      | 14:00 |
| 11° | Deportivo Pasto    | 0 : 2 | América de Cali      | La Gran Estación, Pasto            | 1 de junio      | 11:30 |
| 11° | Aso. Quindianos    | 2 : 3 | Atlético FC          | Arpidio Mejía, La Tebaida          | 1 de junio      | 12:00 |
| 11° | Cortulua           | 2 : 1 | Deportes Quindío     | Sede Tres Esquinas, Tuluá          | 3 de junio      | 10:00 |
| 12° | Universitario      | 1 : 3 | Deportivo Cali       | Sede La Troja, Cali                | 22 de mayo      | 10:00 |
| 12° | Cortuluá           | 2 : 1 | América de Cali      | Sede Tres Esquinas, Tuluá          | 7 de junio      | 10:00 |
| 12° | Atlético FC        | 1 : 2 | Cyclones Cali        | Comfandi Pance, [[Cali             | 7 de junio      | 10:00 |
| 12° | Orsomarso SC       | 5 : 1 | Academia Tolimense   | Sede Águila Roja, Cali             | 8 de junio      | 11:00 |
| 12° | Aso. Quindianos    | 0 : 0 | Deportes Quindío     | Arpidio Mejía, La Tebaida          | 8 de junio      | 12:00 |
| 12° | Deportivo Pasto    | 2 : 2 | Deportivo Pereira    | La Gran Estación, Pasto            | 18 de julio     | 15:30 |
| 13° | Deportivo Cali     | 4 : 1 | Orsomarso SC         | Sede Deportiva, Cali               | 26 de mayo      | 11:00 |
| 13° | Deportes Quindío   | 1 : 0 | Atlético FC          | Sede La Troja, Cali                | 14 de junio     | 10:00 |
| 13° | América de Cali    | 4 : 0 | Asociados Quindianos | Sede Deportiva, Cali               | 14 de junio     | 11:00 |
| 13° | Cyclones Cali      | 1 : 0 | Universitario        | Comfandi, Cali                     | 15 de junio     | 10:00 |
| 13° | Aca. Tolimense     | 0 : 1 | Deportivo Pasto      | 14 de Octubre, Ibagué              | 16 de junio     | 10:00 |
| 13° | Deportivo Pereira  | 0 : 2 | Cortuluá             | Complejo Deportivo Cordep, Pereira | 26 de junio     | 11:00 |
| 14° | Orsomarso SC       | 2 : 1 | Universitario        | Sede Águila Roja, Cali             | 21 de junio     | 09:00 |
| 14° | Deportes Quindío   | 2 : 1 | Cyclones Cali        | Sede La Troja, Cali                | 21 de junio     | 09:00 |
| 14° | Atlético FC        | 0 : 2 | América de Cali      | Comfandi, Cali                     | 21 de junio     | 10:00 |
| 14° | Cortuluá           | 2 : 0 | Aca. Tolimense       | Sede Tres Esquinas, Tuluá          | 22 de junio     | 12:00 |
| 14° | Aso. Quindianos    | 2 : 1 | Deportivo Pereira    | Arpidio Mejía, La Tebaida          | 22 de junio     | 12:00 |
| 14° | Deportivo Pasto    | 3 : 1 | Deportivo Cali       | La Gran Estación, Pasto            | 22 de junio     | 14:00 |
| 15° | Deportivo Pereira  | 0 : 3 | Atlético FC          | Villa Olímpica, Pereira            | 30 de junio     | 11:00 |
| 15° | Universitario      | 0 : 1 | Deportivo Pasto      | Sede La Troja, Cali                | 5 de julio      | 10:00 |
| 15° | Cyclones Cali      | 5 : 1 | Orsomarso SC         | Comfandi, Cali                     | 6 de julio      | 09:00 |
| 15° | América de Cali    | 1 : 2 | Deportes Quindío     | Sede Deportiva, Cali               | 6 de julio      | 10:00 |
| 15° | Aca. Tolimense     | 1 : 1 | Aso. Quindianos      | 14 de Octubre, Ibagué              | 7 de julio      | 12:05 |
| 15° | Deportivo Cali     | 2 : 2 | Cortuluá             | Sede Deportiva, Cali               | 31 de julio     | 13:00 |
| 16° | Atlético FC        | 1 : 0 | Aca. Tolimense       | Comfandi, Cali                     | 12 de julio     | 10:00 |
| 16° | América de Cali    | 3 : 2 | Cyclones de Cali     | Sede Deportiva, Cali               | 13 de julio     | 10:00 |
| 16° | Aso. Quindianos    | 3 : 0 | Deportivo Cali       | Ciudadela Deportiva, La Tebaida    | 13 de julio     | 12:00 |
| 16° | Deportivo Pasto    | 1 : 2 | Orsomarso SC         | La Gran Estación, Pasto            | 15 de julio     | 15:00 |
| 16° | Cortuluá           | 0 : 0 | Universitario        | Sede Tres Esquinas, Tuluá          | 24 de julio     | 11:00 |
| 16° | Deportes Quindío   | 1 : 3 | Deportivo Pereira    | Sede La Troja, Cali                | 25 de julio     | 11:00 |
| 17° | Universitario      | 0 : 1 | Aso. Quindianos      | Sede La Troja, Cali                | 19 de julio     | 11:00 |
| 17° | Deportivo Cali     | 0 : 0 | Atlético FC          | Sede Campestre, Cali               | 19 de julio     | 13:00 |
| 17° | Orsomarso SC       | 0 : 3 | Cortuluá             | Sede Águila Roja, Cali             | 20 de julio     | 09:00 |
| 17° | Cyclones Cali      | 3 : 2 | Deportivo Pasto      | Comfandi, Cali                     | 20 de julio     | 10:00 |
| 17° | Deportivo Pereira  | 3 : 4 | América de Cali      | Sede La Siria, Pereira             | 21 de julio     | 13:00 |
| 17° | Aca. Tolimense     | 3 : 3 | Deportes Quindío     | 14 de Octubre, Ibagué              | 21 de julio     | 14:00 |
| 18° | Atlético FC        | 0 : 2 | Universitario        | Comfandi, Cali                     | 26 de julio     | 10:00 |
| 18° | América de Cali    | 2 : 0 | Aca. Tolimense       | Sede Cascajal, Cali                | 27 de julio     | 10:00 |
| 18° | Cortuluá           | 1 : 1 | Deportivo Pasto      | Sede Tres Esquinas, Tuluá          | 27 de julio     | 11:00 |
| 18° | Aso. Quindianos    | 1 : 0 | Orsomarso SC         | El Caimo, Armenia                  | 27 de julio     | 12:00 |
| 18° | Deportes Quindío   | 0 : 1 | Deportivo Cali       | Sede La Troja, Cali                | 28 de julio     | 10:00 |
| 18° | Deportivo Pereira  | 2 : 2 | Cyclones Cali        | Sede La Siria, Pereira             | 28 de julio     | 15:00 |
| 19° | Universitario      | 1 : 0 | Deportes Quindío     | Sede La Troja, Cali                | 2 de agosto     | 10:00 |
| 19° | Deportivo Pasto    | 2 : 3 | Aso. Quindianos      | Gran Estación, Pasto               | 2 de agosto     | 15:00 |
| 19° | Deportivo Cali     | 1 : 0 | América de Cali      | Sede Deportiva, Cali               | 3 de agosto     | 09:00 |
| 19° | Cyclones Cali      | 2 : 1 | Cortuluá             | Comfandi, Cali                     | 3 de agosto     | 10:00 |
| 19° | Aca. Tolimense     | 2 : 4 | Deportivo Pereira    | 14 de Octubre, Ibagué              | 4 de agosto     | 14:00 |
| 19° | Orsomarso SC       | 1 : 2 | Atlético FC          | Sede Águila Roja, Cali             | 5 de agosto     | 16:00 |
| 20° | Atlético FC        | 2 : 0 | Deportivo Pasto      | Comfandi, Cali                     | 9 de agosto     | 10:00 |
| 20° | América de Cali    | 6 : 0 | Universitario        | Sede Cascajal, Cali                | 9 de agosto     | 10:00 |
| 20° | Deportivo Pereira  | 2 : 3 | Deportivo Cali       | Sede La Siria, Pereira             | 9 de agosto     | 11:00 |
| 20° | Aso. Quindianos    | 1 : 4 | Cortuluá             | Ciudadela Deportiva, La Tebaida    | 10 de agosto    | 12:00 |
| 20° | Academia Tolimense | 0 : 3 | Cyclones Cali        | 14 de Octubre, Ibagué              | 11 de agosto    | 12:00 |
| 20° | Deportes Quindío   | 2 : 1 | Orsomarso SC         | Sede La Troja, Cali                | 12 de agosto    | 09:00 |
| 21° | Cortuluá           | 0 : 0 | Atlético FC          | Sede Tres Esquinas, Tuluá          | 16 de agosto    | 10:00 |
| 21° | Universitario      | 2 : 1 | Deportivo Pereira    | Sede La Troja, Cali                | 23 de agosto    | 11:00 |
| 21° | Deportivo Cali     | 8 : 0 | Aca. Tolimense       | Sede Deportiva, Cali               | 23 de agosto    | 13:00 |
| 21° | Orsomarso SC       | 0 : 2 | América de Cali      | Sede Águilas Roja, Cali            | 23 de agosto    | 16:00 |
| 21° | Aso. Quindianos    | 1 : 2 | Cyclones Cali        | Ciudadela Deportiva, La Tebaida    | 24 de agosto    | 12:00 |
| 21° | Deportivo Pasto    | 0 : 1 | Deportes Quindío     | La Gran Estación, Pasto            | 25 de agosto    | 13:00 |
| 22° | Atlético FC        | 1 : 3 | Aso. Quindianos      | Comfandi, Cali                     | 29 de agosto    | 10:00 |
| 22° | Cyclones Cali      | 0 : 0 | Deportivo Cali       | Comfandi, Cali                     | 7 de septiembre | 11:00 |
| 22° | Deportivo Pereira  | 3 : 1 | Orsomarso SC         | Complejo Deportivo Cordep. Pereira | 7 de septiembre | 11:00 |
| 22° | Deportes Quindío   | 0 : 2 | Cortuluá             | Sede La Troja, Cali                | 7 de septiembre | 11:00 |
| 22° | América de Cali    | 1 : 0 | Deportivo Pasto      | Sede Cascajal, Cali                | 7 de septiembre | 11:00 |
| 22° | Aca. Tolimense     | 1 : 3 | Universitario        | 14 de Octubre, Ibagué              | 8 de septiembre | 12:05 |

### Grupo D
| Pos | Equipos                  | Pts | PJ | G  | E | P  | GF | GC | DIF |
| --- | ------------------------ | --- | -- | -- | - | -- | -- | -- | --- |
| 1.  | Barranquilla FC          | 43  | 22 | 13 | 4 | 5  | 32 | 19 | 13  |
| 2.  | Unión Magdalena          | 42  | 22 | 13 | 3 | 6  | 33 | 20 | 13  |
| 3.  | Costa Azul               | 40  | 22 | 12 | 4 | 6  | 34 | 32 | 2   |
| 4.  | Junior de Barranquilla   | 39  | 22 | 11 | 6 | 5  | 43 | 28 | 15  |
| 5.  | Real Cartagena           | 38  | 22 | 11 | 5 | 6  | 42 | 27 | 15  |
| 6.  | Valledupar FC            | 31  | 22 | 9  | 4 | 9  | 37 | 29 | 8   |
| 7.  | Jaguares FC              | 29  | 22 | 8  | 5 | 9  | 27 | 27 | 0   |
| 8.  | Deportivo Galapa         | 29  | 22 | 8  | 5 | 9  | 27 | 30 | -3  |
| 9.  | Academia de Crespo (CTG) | 28  | 22 | 7  | 7 | 8  | 26 | 31 | -5  |
| 10. | Universidad de Córdoba   | 19  | 22 | 5  | 4 | 13 | 15 | 33 | -18 |
| 11. | FC Bastidas              | 14  | 22 | 2  | 8 | 12 | 19 | 30 | -11 |
| 12. | Real Sabanalarga         | 14  | 22 | 3  | 5 | 14 | 16 | 44 | -28 |

| 1°  | Jaguares FC            | 0 : 1 | Academia Crespo        | Alberto Saibis Saker, Cereté           | 15 de marzo     | 14:00 |
| 1°  | UniCórdoba             | 0 : 1 | Barranquilla FC        | Universidad de Córdoba, Montería       | 15 de marzo     | 15:00 |
| 1°  | Junior de Barranquilla | 3 : 2 | Real Cartagena         | Sede Bombona, Malambo                  | 16 de marzo     | 10:00 |
| 1°  | Real Sabanalarga       | 0 : 0 | Costa Azul             | Marcos Henríquez, Sabanalarga          | 16 de marzo     | 15:10 |
| 1°  | FC Bastidas            | 1 : 2 | Unión Magdalena        | Ciudadela 29 de Julio, Santa Marta     | 17 de marzo     | 12:00 |
| 1°  | Valledupar FC          | 0 : 0 | Deportivo Galapa       | MS Construcciones, Valledupar          | 17 de marzo     | 15:00 |
| 2°  | Aca. Crespo            | 2 : 2 | Valledupar FC          | Cancha San Fernando, Cartagena         | 23 de marzo     | 14:00 |
| 2°  | Costa Azul             | 1 : 0 | FC Bastidas            | Lulio Gonzalez, Puerto Colombia        | 23 de marzo     | 15:00 |
| 2°  | Deportivo Galapa       | 2 : 1 | Real Sabanalarga       | Polideportivo de Galapa                | 24 de marzo     | 11:30 |
| 2°  | Unión Magdalena        | 0 : 2 | Junior de Barranquilla | Sierra Nevada, Santa Marta             | 24 de marzo     | 15:00 |
| 2°  | Barranquilla FC        | 2 : 1 | Jaguares FC            | Bombona Cancha No. 1, Malambo          | 25 de marzo     | 09:00 |
| 2°  | Real Cartagena         | 2 : 0 | UniCórdoba             | Jaime Morón, Cartagena                 | 25 de marzo     | 17:00 |
| 3°  | Junior de Barranquilla | 1 : 1 | Costa Azul             | Bombona, Malambo                       | 30 de marzo     | 10:00 |
| 3°  | Real Cartagena         | 0 : 1 | Unión Magdalena        | Jaime Morón, Cartagena                 | 30 de marzo     | 14:00 |
| 3°  | Real Sabanalarga       | 0 : 0 | Academia Crespo        | Marcos Henríquez, Sabanalarga          | 30 de marzo     | 15:30 |
| 3°  | Valledupar FC          | 1 : 1 | Barranquilla FC        | Cancha Panamá, Valledupar              | 31 de marzo     | 14:00 |
| 3°  | UniCórdoba             | 3 : 1 | Jaguares FC            | Universidad de Córdoba, Montería       | 31 de marzo     | 15:00 |
| 3°  | FC Bastidas            | 1 : 1 | Deportivo Galapa       | 29 de Julio, Santa Marta               | 1 de mayo       | 10:30 |
| 4°  | Barranquilla FC        | 1 : 0 | Real Sabanalarga       | Bombona No. 1, Malambo                 | 5 de abril      | 09:00 |
| 4°  | Jaguares FC            | 2 : 0 | Valledupar FC          | Alberto Saibis Saker, Cereté           | 5 de abril      | 15:00 |
| 4°  | Unión Magdalena        | 5 : 1 | UniCórdoba             | Sierra Nevada, Santa Marta             | 6 de abril      | 12:00 |
| 4°  | Academia Crespo        | 2 : 1 | FC Bastidas            | San Fernando, Cartagena                | 6 de abril      | 14:00 |
| 4°  | Costa Azul             | 2 : 0 | Real Cartagena         | Lulio Gonzalez, Puerto Colombia        | 6 de abril      | 15:00 |
| 4°  | Deportivo Galapa       | 1 : 1 | Junior de Barranquilla | Polideportivo de Galapa                | 7 de abril      | 11:45 |
| 5°  | Junior de Barranquilla | 5 : 0 | Academia Crespo        | Bombona No. 1, Malambo                 | 13 de abril     | 10:00 |
| 5°  | Real Cartagena         | 0 : 0 | Deportivo Galapa       | Jaime Morón León, Cartagena            | 13 de abril     | 11:00 |
| 5°  | Unión Magdalena        | 1 : 2 | Costa Azul             | Sierra Nevada, Santa Marta             | 13 de abril     | 15:00 |
| 5°  | UniCórdoba             | 1 : 0 | Valledupar FC          | Universidad de Córdoba, Montería       | 13 de abril     | 15:00 |
| 5°  | Real Sabanalarga       | 2 : 3 | Jaguares FC            | Marcos Henríquez, Sabanalarga          | 13 de abril     | 15:30 |
| 5°  | FC Bastidas            | 2 : 3 | Barranquilla FC        | 29 de Julio, Santa Marta               | 14 de abril     | 12:00 |
| 6°  | Barranquilla FC        | 1 : 2 | Junior de Barranquilla | Romelio Martínez, Barranquilla         | 18 de abril     | 09:00 |
| 6°  | Academia Crespo        | 3 : 2 | Real Cartagena         | San Fernando, Cartagena                | 20 de abril     | 14:00 |
| 6°  | Jaguares FC            | 1 : 0 | Bastidas FC            | Alberto Saibis Saker, Cereté           | 20 de abril     | 15:00 |
| 6°  | Costa Azul             | 3 : 2 | Universidad de Córdoba | Lulio Gonzalez, Puerto Colombia        | 20 de abril     | 15:00 |
| 6°  | Deportivo Galapas      | 0 : 2 | Unión Magdalena        | Polideportivo de Galapa                | 21 de abril     | 11:30 |
| 6°  | Valledupar FC          | 4 : 1 | Real Sabanalarga       | Cancha Panamá, Valledupar              | 21 de abril     | 15:00 |
| 7°  | Unicordoba             | 0 : 1 | Real Sabanalarga       | Universidad de Córdoba, Montería       | 27 de abril     | 09:00 |
| 7°  | Junior de Barranquilla | 3 : 2 | Jaguares FC            | Bombona Cancha 1, Malambo              | 27 de abril     | 10:00 |
| 7°  | Unión Magdalena        | 2 : 1 | Academia Crespo        | Sierra Nevada, Santa Marta             | 27 de abril     | 13:00 |
| 7°  | Costa Azul             | 1 : 2 | Deportivo Galapa       | Lulio Gonzalez, Puerto Colombia        | 27 de abril     | 15:00 |
| 7°  | FC Bastidas            | 0 : 1 | Valledupar FC          | 29 de julio, Santa Marta               | 28 de abril     | 12:00 |
| 7°  | Real Cartagena         | 3 : 1 | Barranquilla FC        | Jaime Morón León, Cartagena            | 28 de abril     | 17:00 |
| 8°  | Real Sabanalarga       | 0 : 0 | FC Bastidas            | Marcos Henríquez, Sabanalarga          | 3 de mayo       | 15:00 |
| 8°  | Valledupar FC          | 2 : 0 | Junior de Barranquilla | Cancha Panamá, Valledupar              | 4 de mayo       | 09:00 |
| 8°  | Deportivo Galapa       | 3 : 0 | Universidad de Córdoba | Polideportivo de Galapa                | 4 de mayo       | 13:30 |
| 8°  | Academia Crespo        | 2 : 1 | Costa Azul             | San Fernando, Cartagena                | 4 de mayo       | 14:00 |
| 8°  | Jaguares FC            | 2 : 2 | Real Cartagena         | Alberto Saibis Saker, Cereté           | 4 de mayo       | 15:00 |
| 8°  | Barranquilla FC        | 2 : 1 | Unión Magdalena        | Bombona, Malambo                       | 5 de mayo       | 09:00 |
| 9°  | Real Cartagena         | 2 : 0 | Valledupar FC          | Jaime Morón León, Cartagena            | 11 de mayo      | 09:00 |
| 9°  | Junior de Barranquilla | 3 : 1 | Real Sabanalarga       | Bombona, Malambo                       | 11 de mayo      | 09:00 |
| 9°  | Universidad de Córdoba | 0 : 0 | FC Bastidas            | Universidad de Córdoba, Montería       | 11 de mayo      | 09:00 |
| 9°  | Deportivo Galapa       | 2 : 0 | Academia Crespo        | Polideportivo de Galapa                | 11 de mayo      | 13:30 |
| 9°  | Costa Azul             | 2 : 2 | Barranquilla FC        | Lulio Gonzalez, Puerto Colombia        | 11 de mayo      | 15:00 |
| 9°  | Unión Magdalena        | 0 : 0 | Jaguares FC            | Sierra Nevada, Santa Marta             | 12 de mayo      | 15:30 |
| 10° | Barranquilla FC        | 2 : 0 | Deportivo Galapa       | Bombona No. 1, Malambo                 | 17 de mayo      | 9:00  |
| 10° | UniCórdoba             | 2 : 1 | Academia de Crespo     | Villa Olímpica, Montería               | 18 de mayo      | 09:30 |
| 10° | Jaguares FC            | 3 : 0 | Costa Azul             | Alberto Saibis Saker, Cereté           | 18 de mayo      | 15:00 |
| 10° | Real Sabanalarga       | 0 : 2 | Real Cartagena         | Marcos Henríquez, Sabanalarga          | 18 de mayo      | 15:30 |
| 10° | FC Bastidas            | 1 : 1 | Junior de Barranquilla | 29 de Julio, Santa Marta               | 19 de mayo      | 12:00 |
| 10° | Valledupar FC          | 0 : 1 | Unión Magdalena        | Cancha Panamá, Valledupar              | 19 de mayo      | 15:00 |
| 11° | Junior de Barranquilla | 3 : 0 | UniCórdoba             | Cancha Bombona, Malambo                | 31 de mayo      | 09:00 |
| 11° | Real Cartagena         | 1 : 0 | FC Bastidas            | Escuela Naval, Cartagena               | 1 de junio      | 11:00 |
| 11° | Academia de Crespo     | 0 : 0 | Barranquilla FC        | Cancha San Fernando, Cartagena         | 1 de junio      | 12:00 |
| 11° | Unión Magdalena        | 5 : 1 | Real Sabanalarga       | Sierra Nevada, Santa Marta             | 1 de junio      | 13:00 |
| 11° | Costa Azul             | 1 : 4 | Valledupar FC          | Lulio Gonzalez, Puerto Colombia        | 1 de junio      | 15:00 |
| 11° | Deportivo Galapa       | 1 : 0 | Jaguares FC            | Polideportivo de Galapa                | 2 de junio      | 11:30 |
| 12° | Academia de Crespo     | 0 : 1 | Jaguares FC            | Cancha San Fernando, Cartagena         | 8 de junio      | 14:00 |
| 12° | Costa Azul             | 2 : 0 | Real Sabanalarga       | Lulio Gonzalez, Puerto Colombia        | 8 de junio      | 15:00 |
| 12° | Deportivo Galapa       | 4 : 1 | Valledupar FC          | Polideportivo de Galapa                | 9 de junio      | 11:30 |
| 12° | Unión Magdalena        | 1 : 0 | FC Bastidas            | Eduardo Santos, Santa Marta            | 9 de junio      | 15:00 |
| 12° | Real Cartagena         | 1 : 1 | Junior de Barranquilla | Escuela Naval, Cartagena               | 29 de junio     | 10:00 |
| 12° | Barranquilla FC        | 2 : 0 | Universidad de Córdoba | Romelio Martínez, Barranquilla         | 18 de agosto    | 09:30 |
| 13° | Universidad de Córdoba | 0 : 1 | Real Cartagena         | Universidad de Córdoba, Montería       | 14 de junio     | 09:00 |
| 13° | Valledupar FC          | 4 : 0 | Academia de Crespo     | Galo Celedon, Valledupar               | 15 de junio     | 13:00 |
| 13° | Real Sabanalarga       | 1 : 1 | Deportivo Galapa       | Marcos Henríquez, Sabanalarga          | 15 de junio     | 15:00 |
| 13° | Jaguares FC            | 0 : 1 | Barraquilla FC         | Alberto Saibis Saker, Cereté           | 15 de junio     | 15:00 |
| 13° | FC Bastidas            | 0 : 0 | Costa Azul             | 29 de Julio, Santa Marta               | 16 de junio     | 12:00 |
| 13° | Junior de Barranquilla | 3 : 1 | Unión Magdalena        | Sede Bombona, Malambo                  | 19 de junio     | 10:00 |
| 14° | Jaguares FC            | 1 : 1 | Universidad de Córdoba | Alberto Saibis Saker, Cereté           | 21 de junio     | 15:00 |
| 14° | Costa Azul             | 3 : 2 | Junior de Barranquilla | Lulio Gonzalez, Puerto Colombia        | 22 de junio     | 09:00 |
| 14° | Barranquilla FC        | 2 : 0 | Valledupar FC          | Cancha Bombona, Malambo                | 22 de junio     | 09:00 |
| 14° | Academia de Crespo     | 4 : 1 | Real Sabanalarga       | Cancha San Fernando, Cartagena         | 22 de junio     | 10:00 |
| 14° | Deportivo Galapa       | 3 : 1 | FC Bastidas            | Polideportivo de Galapa                | 22 de junio     | 11:30 |
| 14° | Unión Magdalena        | 1 : 0 | Real Cartagena         | Eduardo Santos, Santa Marta            | 24 de junio     | 15:00 |
| 15° | Junior de Barranquilla | 2 : 0 | Deportivo Galapa       | Bombona, Malambo                       | 5 de julio      | 10:00 |
| 15° | Real Sabanalarga       | 0 : 1 | Barranquilla FC        | Marcos Henríquez, Sabanalarga          | 5 de julio      | 15:30 |
| 15° | Valledupar FC          | 4 : 0 | Jaguares FC            | Barrio Panamá, Valledupar              | 6 de julio      | 09:00 |
| 15° | Universidad de Córdoba | 0 : 1 | Unión Magdalena        | Universidad de Córdoba, Montería       | 6 de julio      | 09:30 |
| 15° | Real Cartagena         | 4 : 1 | Costa Azul             | Escuela Naval, Cartagena               | 6 de julio      | 10:00 |
| 15° | FC Bastidas            | 1 : 1 | Academia de Crespo     | 29 de Julio, Santa Marta               | 7 de julio      | 12:00 |
| 16° | Jaguares FC            | 1 : 0 | Real Sabanalarga       | Alberto Saibis Saker, Cereté           | 12 de julio     | 15:30 |
| 16° | Valledupar FC          | 3 : 0 | Universidad de Córdoba | Cancha Panamá, Valledupar              | 13 de julio     | 09:00 |
| 16° | Deportivo Galapa       | 0 : 2 | Real Cartagena         | Polideportivo de Galapa                | 13 de julio     | 11:30 |
| 16° | Academia de Crespo     | 1 : 3 | Junior de Barranquilla | Cancha San Fernando, Cartagena         | 24 de julio     | 10:00 |
| 16° | Barranquilla FC        | 1 : 0 | FC Bastidas            | Cacha Bombona, Malambo                 | 14 de agosto    | 15:00 |
| 16° | Costa Azul             | 2 : 0 | Unión Magdalena        | Lulio Gonzalez, Puerto Colombia        | 16 de agosto    | 10:00 |
| 17° | Universidad de Córdoba | 1 : 2 | Costa Azul             | Universidad de Córdoba, Montería       | 19 de julio     | 09:30 |
| 17° | Real Sabanalarga       | 0 : 1 | Valledupar FC          | Marcos Henríquez, Sabanalarga          | 20 de julio     | 15:30 |
| 17° | Real Cartagena         | 1 : 1 | Academia de Crespo     | Escuela Naval, Cartagena               | 21 de julio     | 09:00 |
| 17° | FC Bastidas            | 1 : 0 | Jaguares FC            | 29 de julio, Santa Marta               | 21 de julio     | 12:00 |
| 17° | Unión Magdalena        | 2 : 1 | Deportivo Galapa       | Eduardo Santos, Santa Marta            | 22 de julio     | 15:00 |
| 17° | Junior de Barranquilla | 0 : 0 | Barranquilla FC        | Romelio Martínez, Barranquilla         | 6 de agosto     | 09:00 |
| 18° | Barranquilla FC        | 3 : 0 | Real Cartagena         | Sede Bombona, Malambo                  | 26 de julio     | 10:00 |
| 18° | Valledupar FC          | 2 : 2 | Bastidas FC            | Cancha Panamá, Valledupar              | 27 de julio     | 09:00 |
| 18° | Jaguares FC            | 5 : 3 | Junior de Barranquilla | Alberto Saibis Saker, Cereté           | 27 de julio     | 10:00 |
| 18° | Real Sabanalarga       | 2 : 0 | Uni. Córdobda          | Marcos Henríquez, Sabanalarga          | 27 de julio     | 15:30 |
| 18° | Deportivo Galapa       | 5 : 1 | Costa Azul             | Polideportivo de Galapa                | 28 de julio     | 11:30 |
| 18° | Academia de Crespo     | 1 : 1 | Unión Magdalena        | Cancha San Fernando, Cartagena         | 28 de julio     | 14:00 |
| 19° | Universidad de Córdoba | 2 : 0 | Deportivo Galapa       | Universidad de Córdoba, Montería       | 2 de agosto     | 09:30 |
| 19° | Costa Azul             | 1 : 0 | Academia de Crespo     | Lulio Gonzalez, Puerto Colombia        | 2 de agosto     | 10:00 |
| 19° | Unión Magdalena        | 2 : 1 | Barranquilla FC        | Sierra Nevada, Santa Marta             | 3 de agosto     | 13:00 |
| 19° | Junior de Barranquilla | 2 : 1 | Valledupar FC          | Romelio Martínez, Barranquilla         | 3 de agosto     | 15:30 |
| 19° | FC Bastidas            | 2 : 3 | Real Sabanalarga       | Ciudadela 29 de Julio, Santa Marta     | 4 de agosto     | 12:00 |
| 19° | Real Cartagena         | 1 : 1 | Jaguares FC            | Escuela Naval, Cartagena               | 4 de agosto     | 15:00 |
| 20° | Barranquilla FC        | 0 : 3 | Costa Azul             | Estadio Romelio Martínez, Barranquilla | 9 de agosto     | 09:00 |
| 20° | Valledupar FC          | 3 : 4 | Real Cartagena         | Cancha Panamá, Valledupar              | 9 de agosto     | 10:00 |
| 20° | Jaguares FC            | 0 : 0 | Unión Magdalena        | Alberto Saibis Saker, Cereté           | 10 de agosto    | 10:00 |
| 20° | Real Sabanalarga       | 1 : 1 | Junior de Barranquilla | Marcos Henríquez, Sabanalarga          | 10 de agosto    | 15:00 |
| 20° | FC Bastidas            | 0 : 0 | Universidad de Córdoba | Ciudadela 29 de Julio, Santa Marta     | 11 de agosto    | 12:00 |
| 20° | Academia de Crespo     | 4 : 0 | Deportivo Galapa       | Cancha San Fernando, Cartagena         | 11 de agosto    | 14:00 |
| 21° | Junior de Barranquilla | 2 : 3 | FC Bastidas            | Moderno Julio Torres, [[Barranquilla]} | 23 de agosto    | 11:00 |
| 21° | Deportivo Galapa       | 1 : 3 | Barranquilla FC        | Polideportivo de Galapa                | 23 de agosto    | 11:30 |
| 21° | Costa Azul             | 2 : 1 | Jaguares FC            | Lulio Gonzalez, Puerto Colombia        | 24 de agosto    | 09:30 |
| 21° | Academia Crespo        | 1 : 1 | Universidad de Córdoba | Cancha San Fernando, Cartagena         | 24 de agosto    | 14:00 |
| 21° | Unión Magdalena        | 1 : 2 | Valledupar FC          | Sede Deportiva, Santa Marta            | 24 de agosto    | 15:00 |
| 21° | Real Cartagena         | 8 : 1 | Real Sabanalarga       | Cancha San Fernando, Cartagena         | 25 de agosto    | 10:00 |
| 22° | Valledupar FC          | 2 : 3 | Costa Azul             | Cancha Panamá, Valledupar              | 7 de septiembre | 11:00 |
| 22° | Bastidas FC            | 3 : 4 | Real Cartagena         | Polideportivo La 22, Santa Marta       | 7 de septiembre | 11:00 |
| 22° | Jaguares FC            | 2 : 0 | Deportivo Galapa       | Alberto Saibis Saker, Cereté           | 7 de septiembre | 11:00 |
| 22° | Real Sabanalarga       | 0 : 3 | Unión Magdalena        | Marcos Henríquez, Sabanalarga          | 7 de septiembre | 11:00 |
| 22° | Barranquilla FC        | 0 : 1 | Academia Crespo        | Polideportivo de Galapa                | 7 de septiembre | 11:00 |
| 22° | Uni. Córdoba           | 1 : 0 | Junior de Barranquilla | Universidad de Córdoba, Montería       | 7 de septiembre | 11:00 |

### Grupo E
| Pos | Equipos              | Pts | PJ | G  | E  | P  | GF | GC | DIF |
| --- | -------------------- | --- | -- | -- | -- | -- | -- | -- | --- |
| 1.  | Boyacá Chicó FC      | 46  | 22 | 14 | 4  | 4  | 38 | 17 | 21  |
| 2.  | Atlético Bucaramanga | 45  | 22 | 14 | 4  | 4  | 47 | 25 | 22  |
| 3.  | Cúcuta Deportivo     | 34  | 22 | 8  | 10 | 4  | 25 | 16 | 9   |
| 4.  | Alianza Petrolera    | 32  | 22 | 7  | 11 | 4  | 30 | 25 | 5   |
| 5.  | Alianza Vallenata    | 31  | 22 | 8  | 7  | 7  | 34 | 29 | 5   |
| 6.  | Tolima Real          | 29  | 22 | 8  | 5  | 9  | 30 | 33 | -3  |
| 7.  | Real Santander       | 28  | 22 | 7  | 7  | 8  | 24 | 27 | -3  |
| 8.  | Atlético Chapinero   | 27  | 22 | 6  | 9  | 7  | 37 | 37 | 0   |
| 9.  | PSD Panteras FC      | 25  | 22 | 5  | 10 | 7  | 25 | 25 | 0   |
| 10. | Patriotas            | 23  | 22 | 6  | 5  | 11 | 32 | 37 | -5  |
| 11. | Amigos de la Pecosa  | 23  | 22 | 7  | 2  | 13 | 35 | 49 | -14 |
| 12. | Alianza Tolima       | 12  | 22 | 1  | 9  | 12 | 25 | 61 | -36 |

| 1°  | Amigos La Pecosa    | 5 : 2 | Patriotas FC        | Maracaná, Cúcuta                          | 16 de marzo     | 13:00 |
| 1°  | Boyacá Chicó        | 1 : 0 | Atl. Chapinero      | Sede Isabelita Pimentel, Soraca           | 16 de marzo     | 13:00 |
| 1°  | Cúcuta Deportivo    | 2 : 2 | Atl. Bucaramanga    | General Santander, Cúcuta                 | 16 de marzo     | 13:00 |
| 1°  | Real Santander      | 1 : 1 | Tolima Real         | Cancha Marte, Bucaramanga                 | 16 de marzo     | 14:00 |
| 1°  | Alianza Vallenata   | 0 : 0 | PSD Panteras        | Galón Celedón, Cartagena                  | 17 de marzo     | 15:00 |
| 1°  | Alianza Tolima      | 2 : 2 | Alianza Petrolera   | Polideportivo 14 de Octubre, Ibagué       | 17 de marzo     | 16:00 |
| 2°  | Atl. Chapinero      | 1 : 1 | Alianza Vallenata   | Chapinero, Cúcuta                         | 23 de marzo     | 13:00 |
| 2°  | Tolima Real         | 0 : 1 | Boyacá Chicó        | Ariel Gonzalez, Líbano                    | 23 de marzo     | 14:00 |
| 2°  | Atl. Bucaramanga    | 6 : 0 | Alianza Tolima      | Cancha Marte, Bucaramanga                 | 23 de marzo     | 16:00 |
| 2°  | PSD Panteras        | 0 : 0 | Amigos La Pecosa    | Cancha Marte, Bucaramanga                 | 24 de marzo     | 10:00 |
| 2°  | Alianza Petrolera   | 2 : 2 | Real Santander      | Daniel Villa Zapata, Barrancabermeja      | 24 de marzo     | 10:00 |
| 2°  | Patriotas FC        | 1 : 2 | Cúcuta Deportivo    | Eléctrica de Sochagota Paipa              | 26 de marzo     | 12:00 |
| 3°  | Cúcuta Deportivo    | 2 : 0 | PSD Panteras        | Gran Colombiano, Villa del Rosario        | 30 de marzo     | 13:00 |
| 3°  | Amigos La Pecosa    | 4 : 2 | Atl. Chapinero      | Maracaná, Villa del Rosario               | 30 de marzo     | 15:00 |
| 3°  | Alianza Vallenata   | 2 : 1 | Tolima Real         | Galo Celedón, Valledupar                  | 30 de marzo     | 16:00 |
| 3°  | Boyacá Chicó        | 0 : 0 | Alianza Petrolera   | Isabelita Pimentel, Soraca                | 31 de marzo     | 11:00 |
| 3°  | Atl. Bucaramanga    | 2 : 1 | Patriotas FC        | Cancha Marte, Bucaramanga                 | 31 de marzo     | 16:00 |
| 3°  | Alianza Tolima      | 0 : 4 | Real Santander      | 14 de Octubre, Ibagué                     | 31 de marzo     | 16:00 |
| 4°  | Alianza Petrolera   | 3 : 3 | Alianza Vallenata   | Daniel Villa Zapata, Barrancabermeja      | 5 de abril      | 15:30 |
| 4°  | Real Santander      | 0 : 1 | Boyacá Chicó        | Cancha Marte, Bucaramanga                 | 6 de abril      | 10:00 |
| 4°  | Tolima Real         | 4 : 2 | Amigos La Pecosa    | Ariel Gonzalez, Líbano                    | 6 de abril      | 15:00 |
| 4°  | PSD Panteras        | 0 : 2 | Atl. Bucaramanga    | Cancha Marte, Bucaramanga                 | 7 de abril      | 10:00 |
| 4°  | Patriotas FC        | 2 : 2 | Alianza Tolima      | Electrica de Sochagota, Paipa             | 7 de abril      | 13:00 |
| 4°  | Atl. Chapinero      | 1 : 1 | Cúcuta Deportivo    | Chapinero, Cúcuta                         | 7 de abril      | 13:00 |
| 5°  | Cúcuta Deportivo    | 0 : 1 | Tolima Real         | Estadio Grancolombiano, Villa del Rosario | 12 de abril     | 15:00 |
| 5°  | Patriotas FC        | 2 : 1 | PSD Panteras        | Rafael Moreno, Samaca                     | 13 de abril     | 13:00 |
| 5°  | Amigos La Pecosa    | 2 : 0 | Alianza Petrolera   | Maracaná, Villa del Rosario               | 13 de abril     | 15:00 |
| 5°  | Atl. Bucaramanga    | 2 : 0 | Atl. Chapinero      | Cancha Marte, Bucaramanga                 | 13 de abril     | 16:00 |
| 5°  | Alianza Tolima      | 2 : 7 | Boyacá Chicó        | 14 de Octubre, Ibagué                     | 14 de abril     | 16:00 |
| 5°  | Alianza Vallenata   | 2 : 0 | Real Santander      | Galo Celedón, Valledupar                  | 14 de abril     | 16:00 |
| 6°  | Real Santander      | 2 : 0 | Amigos de la Pecosa | Cancha Marte, Bucaramanga                 | 18 de abril     | 10:00 |
| 6°  | Tolima Real         | 0 : 1 | Atl. Bucaramanga    | Ariel Gonzalez, Líbano                    | 20 de abril     | 15:00 |
| 6°  | PSD Panteras        | 3 : 0 | Alianza Tolima      | Cancha Marte, Bucaramanga                 | 21 de abril     | 10:00 |
| 6°  | Boyacá Chicó        | 2 : 0 | Alianza Vallenata   | Sede Isabelita Pimentel, Soraca           | 21 de abril     | 11:00 |
| 6°  | Atl. Chapinero      | 3 : 2 | Patriotas FC        | Chapinero, Cúcuta                         | 21 de abril     | 13:00 |
| 6°  | Alianza Petrolera   | 1 : 1 | Cúcuta Deportivo    | Daniel Villa Zapata, Barrancabermeja      | 23 de abril     | 15:30 |
| 7°  | Alianza Tolima      | 1 : 1 | Alianza Vallenata   | 14 de Octubre, Ibagué                     | 26 de abril     | 10:00 |
| 7°  | Patriotas FC        | 4 : 1 | Tolima Real         | Rafael Moreno Sandoval, Samaca            | 26 de abril     | 13:00 |
| 7°  | Amigos de la Pecosa | 1 : 2 | Boyacá Chicó        | Maracaná, Villa del Rosario               | 27 de abril     | 13:00 |
| 7°  | Atl. Bucaramanga    | 2 : 1 | Alianza Petrolera   | Cancha Marte, Bucaramanga                 | 27 de abril     | 16:00 |
| 7°  | Panteras PSD        | 2 : 1 | Atlético Chapinero  | Cancha Marte, Bucaramanga                 | 28 de abril     | 10:00 |
| 7°  | Cúcuta Deportivo    | 2 : 0 | Real Santander      | Gran Colombiano, Villa del Rosario        | 28 de abril     | 13:00 |
| 8°  | Boyacá Chicó        | 2 : 1 | Cúcuta Deportivo    | Sede Isabelita Pimentel, Soraca           | 3 de mayo       | 11:00 |
| 8°  | Alianza Petrolera   | 0 : 0 | Patriotas FC        | Daniel Villa Zapata, Barrancabermeja      | 4 de mayo       | 10:00 |
| 8°  | Real Santander      | 2 : 1 | Atl. Bucaramanga    | Cancha Marte, Bucaramanga                 | 4 de mayo       | 12:00 |
| 8°  | Atlético Chapinero  | 5 : 2 | Alianza Tolima      | Chapinero, Cúcuta                         | 4 de mayo       | 13:00 |
| 8°  | Tolima Real         | 2 : 1 | PSD Panteras        | Ariel Gonzalez, Líbano                    | 4 de mayo       | 15:00 |
| 8°  | Alianza Vallenata   | 5 : 2 | Amigos de la Pecosa | Galo Celedón, Valledupar                  | 5 de mayo       | 16:00 |
| 9°  | Atl. Bucaramanga    | 1 : 0 | Boyacá Chicó        | Cancha Marte, Bucaramanga                 | 11 de mayo      | 09:30 |
| 9°  | Patriotas FC        | 2 : 1 | Real Santander      | Rafael Moreno Sandoval, Samaca            | 11 de mayo      | 11:00 |
| 9°  | Atlético Chapinero  | 2 : 0 | Tolima Real         | Chapinero, Cúcuta                         | 11 de mayo      | 13:00 |
| 9°  | Cúcuta Deportivo    | 1 : 0 | Alianza Vallenata   | Comfanorte, Los Patios                    | 11 de mayo      | 14:00 |
| 9°  | PSD Panteras        | 0 : 0 | Alianza Petrolera   | Cancha Marte, Bucaramanga                 | 12 de mayo      | 09:30 |
| 9°  | Alianza Tolima      | 1 : 3 | Amigos de la Pecosa | 14 de Octubre, Ibagué                     | 12 de mayo      | 16:00 |
| 10° | Boyacá Chicó        | 2 : 1 | Patriotas FC        | Sede Isabelita Pimentel, Soraca           | 17 de mayo      | 11:00 |
| 10° | Real Santander      | 0 : 2 | PSD Panteras        | Cancha Marte, Bucaramanga                 | 18 de mayo      | 08:00 |
| 10° | Alianza Vallenata   | 3 : 3 | Atl. Bucaramanga    | Galo Celedón, Valledupar                  | 18 de mayo      | 15:00 |
| 10° | Amigos de la Pecosa | 0 : 2 | Cúcuta Deportivo    | Cancha Maracaná, Villa del Rosario        | 18 de mayo      | 15:00 |
| 10° | Alianza Petrolera   | 2 : 2 | Atlético Chapinero  | Daniel Villa Zapata, Barrancabermeja      | 18 de mayo      | 15:30 |
| 10° | Alianza Tolima      | 1 : 1 | Tolima Real         | 14 de octubre, Ibagué                     | 19 de mayo      | 16:00 |
| 11° | Tolima Real         | 3 : 3 | Alianza Petrolera   | Ariel Gonzalez, Líbano                    | 31 de mayo      | 15:00 |
| 11° | Cúcuta Deportivo    | 0 : 0 | Alianza Tolima      | Gran Colombiano, Villa del Rosario        | 1 de junio      | 11:00 |
| 11° | Atlético Chapinero  | 1 : 1 | Real Santander      | Chapinero, Cúcuta                         | 1 de junio      | 13:00 |
| 11° | Patriotas FC        | 1 : 1 | Alianza Vallenata   | Rafael Moreno Sandoval, Samaca            | 1 de junio      | 13:00 |
| 11° | Atl. Bucaramanga    | 7 : 0 | Amigos de la Pecosa | Cancha Marte, Bucaramanga                 | 1 de junio      | 16:00 |
| 11° | PSD Panteras        | 1 : 1 | Boyacá Chicó        | Cancha Marte, Bucaramanga                 | 2 de junio      | 10:00 |
| 12° | Alianza Petrolera   | 3 : 1 | Alianza Tolima      | Daniel Villa Zapata, Barrancabermeja      | 7 de junio      | 10:00 |
| 12° | Patriotas FC        | 4 : 1 | Amigos de la Pecosa | Rafael Moreno Sandoval, Samaca            | 7 de junio      | 13:00 |
| 12° | Pantras PSD         | 3 : 3 | Alianza Vallenata   | Cancha Marte, Bucaramanga                 | 8 de junio      | 10:00 |
| 12° | Atlético Chapinero  | 2 : 0 | Boyacá Chicó        | Chapinero, Cúcuta                         | 8 de junio      | 13:00 |
| 12° | Atl. Bucaramanga    | 0 : 1 | Cúcuta Deportivo    | Cancha Marte, Bucaramanga                 | 8 de junio      | 16:00 |
| 12° | Tolima Real         | 0 : 2 | Real Santander      | 13 de noviembre, Lérida                   | 29 de junio     | 11:00 |
| 13° | Boyacá Chicó        | 1 : 0 | Tolima Real         | Sede Isabelita Pimentel, Soraca           | 14 de junio     | 11:00 |
| 13° | Amigos de la Pecosa | 2 : 2 | PSD Panteras        | Cancha Maracaná, Villa del Rosario        | 15 de junio     | 13:00 |
| 13° | Real Santander      | 0 : 1 | Alianza Petrolera   | Cancha Marte, Bucaramanga                 | 15 de junio     | 14:00 |
| 13° | Cúcuta Deportivo    | 0 : 0 | Patriotas FC        | Polideportivo Chapinero, Cúcuta           | 16 de junio     | 15:00 |
| 13° | Alianza Tolima      | 1 : 2 | Atl. Bucaramanga    | 14 de Octubre, Ibagué                     | 16 de junio     | 16:00 |
| 13° | Alianza Vallenata   | 3 : 0 | Atlético Chapinero  | Galo Celedón, Valledupar                  | 16 de junio     | 16:00 |
| 14° | Patriotas FC        | 0 : 2 | Atl. Bucaramanga    | Rafael Moreno Sandoval, Samaca            | 21 de junio     | 13:00 |
| 14° | PSD Panteras        | 1 : 1 | Cúcuta Deportivo    | Cancha Marte, Bucaramanga                 | 22 de junio     | 10:00 |
| 14° | Atlético Chapinero  | 3 : 1 | Amigos de la Pecosa | Chapinero, Cúcuta                         | 22 de junio     | 13:00 |
| 14° | Tolima Real         | 2 : 0 | Alianza Vallenata   | 13 de Noviembre, Lérida                   | 22 de junio     | 14:00 |
| 14° | Alianza Petrolera   | 2 : 1 | Boyacá Chicó        | Daniel Villa Zapata, Barrancabermeja      | 22 de junio     | 14:00 |
| 14° | Real Santander      | 1 : 0 | Alianza Tolima      | Cancha Marte, Bucaramanga                 | 22 de junio     | 16:00 |
| 15° | Alianza Tolima      | 2 : 2 | Patriotas FC        | 14 de Octubre, Ibagué                     | 5 de julio      | 10:00 |
| 15° | Boyacá Chicó        | 0 : 0 | Real Santander      | Isabelita Pimentel, Soraca                | 5 de julio      | 11:00 |
| 15° | Cúcuta Deportivo    | 0 : 0 | Atlético Chapinero  | Comfanorte, Cúcuta                        | 6 de julio      | 11:00 |
| 15° | Amigos de la Pecosa | 0 : 2 | Tolima Real         | Chapinero, Cúcuta                         | 6 de julio      | 13:00 |
| 15° | Alianza Vallenata   | 1 : 0 | Alianza Petrolera   | Galo Celedón, Valledupar                  | 6 de julio      | 15:00 |
| 15° | Atl. Bucaramanga    | 3 : 2 | PSD Panteras        | Cancha Marte, Bucaramanga                 | 6 de julio      | 16:00 |
| 16° | Boyacá Chicó        | 5 : 0 | Alianza Tolima      | Sede Isabelita Pimentel, Soraca           | 12 de julio     | 11:00 |
| 16° | Alianza Petrolera   | 1 : 0 | Amigos de la Pecosa | Daniel Villa Zapata, Barrancabermeja      | 13 de julio     | 10:00 |
| 16° | Atlético Chapinero  | 2 : 1 | Atl. Bucaramanga    | Chapinero, Cúcuta                         | 13 de julio     | 13:00 |
| 16° | PSD Panteras        | 2 : 1 | Patriotas FC        | Cancha Marte, Bucaramanga                 | 13 de julio     | 14:00 |
| 16° | Tolima Real         | 2 : 1 | Cúcuta Deportivo    | 13 de Noviembre, Lérida                   | 14 de julio     | 13:00 |
| 16° | Real Santander      | 2 : 1 | Alianza Vallenata   | Cancha Marte, Bucaramanga                 | 17 de agosto    | 16:00 |
| 17° | Alianza Tolima      | 1 : 0 | PSD Panteras        | 14 de Octubre, Ibagué                     | 19 de julio     | 10:00 |
| 17° | Patriotas FC        | 1 : 0 | Atlético Chapinero  | Rafael Moreno Sandoval, Samaca            | 19 de julio     | 11:00 |
| 17° | Alianza Vallenata   | 1 : 0 | Boyacá Chicó FC     | Galo Celedón, Valledupar                  | 20 de julio     | 13:00 |
| 17° | Amigos de la Pecosa | 3 : 0 | Real Santander      | Chapinero, Cúcuta                         | 20 de julio     | 15:00 |
| 17° | Atl. Bucaramanga    | 1 : 1 | Tolima Real         | Cancha Marte, Bucaramanga                 | 21 de julio     | 14:00 |
| 17° | Cúcuta Deportivo    | 0 : 1 | Alianza Petrolera   | General Santander, Cúcuta                 | 22 de julio     | 13:00 |
| 18° | Boyacá Chicó FC     | 4 : 2 | Amigos de la Pecosa | Sede Isabelita Pimentel, Soraca           | 26 de julio     | 11:00 |
| 18° | Alianza Vallenata   | 3 : 2 | Alianza Tolima      | Galo Celedón, Valledupar                  | 26 de julio     | 15:00 |
| 18° | Atlético Chapinero  | 2 : 2 | PSD Panteras        | Chapinero, Cúcuta                         | 27 de julio     | 13:00 |
| 18° | Real Santander      | 1 : 1 | Cúcuta Deportivo    | Cancha Marte, Bucaramanga                 | 27 de julio     | 14:00 |
| 18° | Tolima Real         | 4 : 3 | Patriotas FC        | 13 de Noviembre, Lérida                   | 28 de julio     | 11:00 |
| 18° | Alianza Petrolera   | 4 : 0 | Atl. Bucaramanga    | Daniel Villa Zapata, Barrancabermeja      | 28 de julio     | 14:00 |
| 19° | PSD Panteras        | 2 : 0 | Tolima Real         | Cancha Marte, Bucaramanga                 | 2 de agosto     | 10:00 |
| 19° | Amigos de la Pecosa | 1 : 0 | Alianza Vallenata   | Gran Colombiano, Villa del Rosario        | 2 de agosto     | 15:00 |
| 19° | Alianza Tolima      | 3 : 3 | Atlético Chapinero  | 14 de Octubre, Ibagué                     | 3 de agosto     | 10:00 |
| 19° | Atl. Bucaramanga    | 4 : 1 | Real Santander      | Cancha Marte, Bucaramanga                 | 3 de agosto     | 10:00 |
| 19° | Patriotas FC        | 2 : 0 | Alianza Petrolera   | Rafael Moreno Sandoval, Samaca            | 3 de agosto     | 13:00 |
| 19° | Cúcuta Deportivo    | 1 : 1 | Boyacá Chico        | Gran Colombiano, Villa del Rosario        | 4 de agosto     | 15:30 |
| 20° | Real Santander      | 1 : 0 | Patriotas FC        | Cancha Marte, Bucaramanga                 | 9 de agosto     | 08:00 |
| 20° | Boyacá Chicó        | 3 : 2 | Atl. Bucaramanga    | Sede Isabelita Pimentel, Soraca           | 9 de agosto     | 13:00 |
| 20° | Amigos de la Pecosa | 4 : 0 | Alianza Tolima      | Gran Colombiano, Villa del Rosario        | 9 de agosto     | 15:00 |
| 20° | Tolima Real         | 3 : 2 | Atlético Chapinero  | 13 de Noviembre, Lérida                   | 10 de agosto    | 11:00 |
| 20° | Alianza Petrolera   | 0 : 0 | PSD Panteras        | Daniel Villa Zapata, Barrancabermeja      | 10 de agosto    | 13:00 |
| 20° | Alianza Vallenata   | 1 : 2 | Cúcuta Deportivo    | Galo Celedón, Valledupar                  | 10 de agosto    | 15:00 |
| 21° | PSD Panteras        | 1 : 1 | Real Santander      | Cancha Marte, Bucaramanga                 | 23 de agosto    | 10:00 |
| 21° | Patriotas FC        | 0 : 2 | Boyacá Chicó        | Rafael Moreno Sandoval, Samaca            | 23 de agosto    | 13:00 |
| 21° | Atlético Chapinero  | 3 : 3 | Alianza Petrolera   | Chapinero, Cúcuta                         | 24 de agosto    | 11:00 |
| 21° | Tolima Real         | 2 : 2 | Alianza Tolima      | 13 de Noviembre, Lérida                   | 24 de agosto    | 13:00 |
| 21° | Atl. Bucaramanga    | 1 : 0 | Alianza Vallenata   | Cancha Marte, Bucaramanga                 | 25 de agosto    | 16:00 |
| 21° | Cúcuta Deportivo    | 4 : 1 | Amigos de la Pecosa | General Santander, Cúcuta                 | 26 de agosto    | 15:00 |
| 22° | Real Santander      | 2 : 2 | Atlético Chapinero  | Cancha Marte, Bucaramanga                 | 4 de septiembre | 20:00 |
| 22° | Alianza Tolima      | 2 : 2 | Cúcuta Deportivo    | Cancha Comfenalco, Ibagué                 | 6 de agosto     | 12:00 |
| 22° | Boyacá Chicó        | 2 : 0 | PSD Panteras        | Sede Isabelita Pimentel, Soraca           | 6 de agosto     | 13:00 |
| 22° | Amigos de la Pecosa | 1 : 2 | Atl. Bucaramanga    | Gran Colombiano, Villa del Rosario        | 6 de agosto     | 15:00 |
| 22° | Alianza Petrolera   | 1 : 0 | Tolima Real         | Club Infantas Ecopetrol, Barrancabermeja  | 7 de septiembre | 11:00 |
| 22° | Alianza Vallenata   | 3 : 1 | Patriotas FC        | Galo Celedón, Valledupar                  | 7 de septiembre | 14:00 |

## Fases finales
Las fases de eliminación directa o fases finales, corresponden a la Segunda fase, Tercera fase, Semifinales y Final, en las cuales se juegan partidos de ida y vuelta, a eliminación directa. A esta fase clasificarán dieciséis equipos provenientes de la Primera fase.

### Reclasificación primera fase
Los dieciséis (16) equipos que resulten clasificados de la I FASE, jugarán la II FASE, para lo cual se conformarán ocho (8) llaves de dos (2) equipos cada una, se enfrentarán en un ordenamiento de acuerdo a la tabla de reclasificación de la I FASE de modo que el mejor clasificado de la fase disputará la llave frente al clasificado con menor puntaje.
|  | Cierra la serie como local.     |
|  | Cierra la serie como visitante. |

| Pos | Equipos                | Pts | PJ | G  | E  | P | GF | GC | DIF |
| --- | ---------------------- | --- | -- | -- | -- | - | -- | -- | --- |
| 1.  | Atlético Nacional      | 50  | 22 | 15 | 5  | 2 | 50 | 18 | 32  |
| 2.  | América de Cali        | 47  | 22 | 15 | 2  | 5 | 53 | 21 | 32  |
| 3.  | Millonarios            | 47  | 22 | 13 | 8  | 1 | 40 | 12 | 28  |
| 4.  | Deportes Tolima        | 47  | 22 | 14 | 5  | 3 | 50 | 25 | 25  |
| 5.  | Boyacá Chicó           | 46  | 22 | 14 | 4  | 4 | 38 | 17 | 21  |
| 6.  | Atlético Bucaramanga   | 45  | 22 | 14 | 3  | 5 | 47 | 25 | 22  |
| 7.  | Envigado FC            | 43  | 22 | 13 | 4  | 5 | 43 | 23 | 20  |
| 8.  | Barranquilla FC        | 43  | 22 | 13 | 4  | 5 | 32 | 19 | 13  |
| 9.  | Unión Magdalena        | 42  | 22 | 13 | 3  | 6 | 33 | 20 | 13  |
| 10. | Deportivo Cali         | 41  | 22 | 12 | 5  | 5 | 53 | 26 | 27  |
| 11. | Fortaleza CEIF         | 41  | 22 | 12 | 5  | 5 | 43 | 23 | 20  |
| 12. | Total Soccer           | 41  | 22 | 11 | 8  | 3 | 37 | 22 | 15  |
| 13. | Cyclones Cali          | 40  | 22 | 11 | 4  | 7 | 48 | 32 | 16  |
| 14. | Costa Azul             | 40  | 22 | 12 | 4  | 6 | 34 | 32 | 2   |
| 15. | Independiente Santa Fe | 39  | 22 | 12 | 3  | 7 | 49 | 28 | 21  |
| 16. | Cúcuta Deportivo       | 34  | 22 | 8  | 10 | 4 | 24 | 16 | 8   |

- Nota: Solo se muestran los equipos ubicados en zona de clasificación razón por la cual varios equipos no figura en la tabla pese a que tienen más puntos que Alianza Vallenata, Santa Fe y Cyclones Cali

### Cuadro de desarrollo
|  | Octavos de final       | Octavos de final       | Octavos de final       |                 |   | Cuartos de final                 | Cuartos de final                 | Cuartos de final                 |  |  | Semifinales   | Semifinales   | Semifinales   |  |  | Final     | Final     | Final     |
|  | 14 al 22 de septiembre | 14 al 22 de septiembre | 14 al 22 de septiembre |                 |   | 28 de septiembre al 6 de octubre | 28 de septiembre al 6 de octubre | 28 de septiembre al 6 de octubre |  |  | 12 de octubre | 12 de octubre | 12 de octubre |  |  | noviembre | noviembre | noviembre |
|  |                        |                        |                        |                 |   |                                  |                                  |                                  |  |  |               |               |               |  |  |           |           |           |
|  |                        |                        |                        |                 |   |                                  |                                  |                                  |  |  |               |               |               |  |  |           |           |           |
|  |                        |                        |                        |                 |   |                                  |                                  |                                  |  |  |               |               |               |  |  |           |           |           |
|  | Atlético Nacional      | 1                      | 1 (2)                  |                 |   |                                  |                                  |                                  |  |  |               |               |               |  |  |           |           |           |
|  | Atlético Nacional      | 1                      | 1 (2)                  |                 |   |                                  |                                  |                                  |  |  |               |               |               |  |  |           |           |           |
|  | Cúcuta Deportivo       | 2                      | 0 (4)                  |                 |   |                                  |                                  |                                  |  |  |               |               |               |  |  |           |           |           |
|  | Cúcuta Deportivo       | 2                      | 0 (4)                  | Unión Magdalena | 0 | 2 (4)                            |                                  |                                  |  |  |               |               |               |  |  |           |           |           |
|  |                        |                        |                        |                 | 0 | 2 (4)                            |                                  |                                  |  |  |               |               |               |  |  |           |           |           |
|  |                        | Cúcuta Deportivo       | 1                      | 1 (1)           |   |                                  |                                  |                                  |  |  |               |               |               |  |  |           |           |           |
|  | Barranquilla FC        | Cúcuta Deportivo       | 1                      | 1 (1)           | 1 | 1 (2)                            |                                  |                                  |  |  |               |               |               |  |  |           |           |           |
|  | Barranquilla FC        |                        |                        |                 | 1 | 1 (2)                            |                                  |                                  |  |  |               |               |               |  |  |           |           |           |
|  | Unión Magdalena        | 2                      | 0 (3)                  |                 |   |                                  |                                  |                                  |  |  |               |               |               |  |  |           |           |           |
|  | Unión Magdalena        | 2                      | 0 (3)                  | Millonarios     | 1 | 5                                |                                  |                                  |  |  |               |               |               |  |  |           |           |           |
|  |                        |                        |                        |                 | 1 | 5                                |                                  |                                  |  |  |               |               |               |  |  |           |           |           |
|  |                        | Unión Magdalena        | 1                      | 0               |   |                                  |                                  |                                  |  |  |               |               |               |  |  |           |           |           |
|  | Millonarios            | Unión Magdalena        | 1                      | 0               | 1 | 2                                |                                  |                                  |  |  |               |               |               |  |  |           |           |           |
|  | Millonarios            |                        |                        |                 | 1 | 2                                |                                  |                                  |  |  |               |               |               |  |  |           |           |           |
|  | Costa Azul             | 2                      | 0                      |                 |   |                                  |                                  |                                  |  |  |               |               |               |  |  |           |           |           |
|  | Costa Azul             | 2                      | 0                      | Millonarios     | 2 | 2                                |                                  |                                  |  |  |               |               |               |  |  |           |           |           |
|  |                        |                        |                        |                 | 2 | 2                                |                                  |                                  |  |  |               |               |               |  |  |           |           |           |
|  |                        | Fortaleza CEIF         | 1                      | 2               |   |                                  |                                  |                                  |  |  |               |               |               |  |  |           |           |           |
|  | Atl. Bucaramanga       | Fortaleza CEIF         | 1                      | 2               | 1 | 2                                |                                  |                                  |  |  |               |               |               |  |  |           |           |           |
|  | Atl. Bucaramanga       |                        |                        |                 | 1 | 2                                |                                  |                                  |  |  |               |               |               |  |  |           |           |           |
|  | Fortaleza CEIF         | 4                      | 2                      |                 |   |                                  |                                  |                                  |  |  |               |               |               |  |  |           |           |           |
|  | Fortaleza CEIF         | 4                      | 2                      | Millonarios     | 0 | 3                                |                                  |                                  |  |  |               |               |               |  |  |           |           |           |
|  |                        |                        |                        |                 | 0 | 3                                |                                  |                                  |  |  |               |               |               |  |  |           |           |           |
|  |                        | Deportes Tolima        | 0                      | 1               |   |                                  |                                  |                                  |  |  |               |               |               |  |  |           |           |           |
|  | América de Cali        | Deportes Tolima        | 0                      | 1               | 1 | 4 (3)                            |                                  |                                  |  |  |               |               |               |  |  |           |           |           |
|  | América de Cali        |                        |                        |                 | 1 | 4 (3)                            |                                  |                                  |  |  |               |               |               |  |  |           |           |           |
|  | Santa Fe               | 4                      | 1 (4)                  |                 |   |                                  |                                  |                                  |  |  |               |               |               |  |  |           |           |           |
|  | Santa Fe               | 4                      | 1 (4)                  | Deportivo Cali  | 0 | 1 (3)                            |                                  |                                  |  |  |               |               |               |  |  |           |           |           |
|  |                        |                        |                        |                 | 0 | 1 (3)                            |                                  |                                  |  |  |               |               |               |  |  |           |           |           |
|  |                        | Santa Fe               | 1                      | 0 (4)           |   |                                  |                                  |                                  |  |  |               |               |               |  |  |           |           |           |
|  | Envigado FC            | Santa Fe               | 1                      | 0 (4)           | 1 | 0                                |                                  |                                  |  |  |               |               |               |  |  |           |           |           |
|  | Envigado FC            |                        |                        |                 | 1 | 0                                |                                  |                                  |  |  |               |               |               |  |  |           |           |           |
|  | Deportivo Cali         | 4                      | 1                      |                 |   |                                  |                                  |                                  |  |  |               |               |               |  |  |           |           |           |
|  | Deportivo Cali         | 4                      | 1                      | Deportes Tolima | 3 | 2                                |                                  |                                  |  |  |               |               |               |  |  |           |           |           |
|  |                        |                        |                        |                 | 3 | 2                                |                                  |                                  |  |  |               |               |               |  |  |           |           |           |
|  |                        | Santa Fe               | 3                      | 1               |   |                                  |                                  |                                  |  |  |               |               |               |  |  |           |           |           |
|  | Deportes Tolima        | Santa Fe               | 3                      | 1               | 0 | 4                                |                                  |                                  |  |  |               |               |               |  |  |           |           |           |
|  | Deportes Tolima        |                        |                        |                 | 0 | 4                                |                                  |                                  |  |  |               |               |               |  |  |           |           |           |
|  | Cyclones Cali          | 1                      | 0                      |                 |   |                                  |                                  |                                  |  |  |               |               |               |  |  |           |           |           |
|  | Cyclones Cali          | 1                      | 0                      | Deportes Tolima | 3 | 1                                |                                  |                                  |  |  |               |               |               |  |  |           |           |           |
|  |                        |                        |                        |                 | 3 | 1                                |                                  |                                  |  |  |               |               |               |  |  |           |           |           |
|  |                        | Total Soccer           | 0                      | 1               |   |                                  |                                  |                                  |  |  |               |               |               |  |  |           |           |           |
|  | Boyacá Chicó           | Total Soccer           | 0                      | 1               | 0 | 1                                |                                  |                                  |  |  |               |               |               |  |  |           |           |           |
|  | Boyacá Chicó           |                        |                        |                 | 0 | 1                                |                                  |                                  |  |  |               |               |               |  |  |           |           |           |
|  | Total Soccer           | 1                      | 1                      |                 |   |                                  |                                  |                                  |  |  |               |               |               |  |  |           |           |           |

- Nota 1: En cada llave, el equipo ubicado en la primera línea es el que ejerce la localía en el partido de vuelta.

### Octavos de final
Disputada del 14 al 22 de septiembre de 2019.
| 14 de septiembre de 2019, 15:00 | Cúcuta Deportivo                    | 2:1 (0:1) | Atlético Nacional  | Gran Colombiano, Villa del Rosario |                           |
|                                 | Juan Marín 88' · Antony Velasco 90' | Reporte   | 14' Nelson Palacio | Árbitro(s): Sergio Galvis          | Árbitro(s): Sergio Galvis |

| 21 de septiembre de 2019, 09:00 | Atlético Nacional | 1:0 (0:0) (2:4 p.) | Cúcuta Deportivo | Sede Deportiva, Guarne      |                             |
|                                 | Marlon Torres 85' |                    |                  | Árbitro(s): Andrés Martínez | Árbitro(s): Andrés Martínez |

| 14 de septiembre de 2019, 11:00 | Independiente Santa Fe                                                             | 4:1 (3:0) | América de Cali | Sede Deportiva, Tenjo     |                           |
|                                 | Autogol 1' · Alexander Porras 17' · Alejandro Mosquera 36' · Santiago Carvajal 53' | Reporte   | 85' Autogol     | Árbitro(s): Brayan Franco | Árbitro(s): Brayan Franco |

| 21 de septiembre de 2019, 11:00 | América de Cali                                                | 4:1 (1:0) (4:5 p.) | Independiente Santa Fe | Sede Deportiva Cascajal, Cali |                            |
|                                 | Emerson Batalla 5' · Wilinton Aponza 54' 90' · Mayer Vidal 72' |                    | 47' Alejandro Morales  | Árbitro(s): Sebastian Toro    | Árbitro(s): Sebastian Toro |

| 14 de septiembre de 2019, 11:00 | Costa Azul                          | 2:1 (1:1) | Millonarios           | Estadio Lulio Gonzalez, Puerto Colombia |                             |
|                                 | José Castro 37' · David Cardozo 76' | Reporte   | 14' Sebastián Navarro | Árbitro(s): Jainer De Horta             | Árbitro(s): Jainer De Horta |

| 21 de septiembre de 2019, 11:00 | Millonarios          | 2:0 (0:0) | Costa Azul | Cancha Xcoli, Bogotá    |                         |
|                                 | Diego Abadía 60' 72' |           |            | Árbitro(s): Ferney Ossa | Árbitro(s): Ferney Ossa |

| 14 de septiembre de 2019, 10:00 | Cyclones de Cali  | 1:0 (0:0) | Deportes Tolima | Comfandi, Cali         |                        |
|                                 | Luis Palacios 89' | Reporte   |                 | Árbitro(s): Juan Mejía | Árbitro(s): Juan Mejía |

| 21 de septiembre de 2019, 14:00 | Deportes Tolima                                    | 4:0 (1:0) | Cyclones de Cali | Sede Deportiva, Ibagué      |                             |
|                                 | Jaminton Campaz 33' 71' · Junior Hernandez 61' 69' |           |                  | Árbitro(s): Andrés Banguera | Árbitro(s): Andrés Banguera |

| 15 de septiembre de 2019, 13:00 | Total Soccer     | 1:0 (0:0) | Boyacá Chicó FC | Estadio Municipal, La Ceja |                         |
|                                 | Juan Herrera 55' | Reporte   |                 | Árbitro(s): Ferney Ossa    | Árbitro(s): Ferney Ossa |

| 20 de septiembre de 2019, 11:00 | Boyacá Chicó FC  | 1:1 (0:0) | Total Soccer     | Estadio La Independencia, Tunja |                           |
|                                 | Jose Hurtado 47' |           | 88' Juan Herrera | Árbitro(s): Freddy Garces       | Árbitro(s): Freddy Garces |

| 15 de septiembre de 2019, 11:30 | Fortaleza CEIF                                                                  | 4:1 (2:1) | Atlético Bucaramanga | La Fortaleza, Bogotá    |                         |
|                                 | Daniel Ruiz 4' · Jhonatan Urrutia 12' · Kevin Palacios 72' · Javier Narvaez 82' |           | 42' Julian Jérez     | Árbitro(s): Carlos Díaz | Árbitro(s): Carlos Díaz |

| 22 de septiembre de 2019, 16:00 | Atlético Bucaramanga                  | 2:2 (0:0) | Fortaleza CEIF                            | Cancha Marte, Bucaramanga |                           |
|                                 | Luis Gualdron 51' · Jhoel Jiménez 86' |           | 46' Jhonatan Urrutia · 90' Javier Narvaez | Árbitro(s): Ricardo Pabon | Árbitro(s): Ricardo Pabon |

| 13 de septiembre de 2019, 15:00 | Deportivo Cali               | 4:1 (2:1) | Envigado FC      | Sede Deportiva, Cali       |                            |
|                                 | Rafael Tapias 2' 45' 48' 68' | Reporte   | 26' Edison López | Árbitro(s): Brayan Lievano | Árbitro(s): Brayan Lievano |

| 20 de septiembre de 2019, 11:00 | Envigado FC | 0:1 (0:0) | Deportivo Cali    | Estadio Polideportivo Sur, Envigado |                               |
|                                 |             |           | 73' Yeison Toloza | Árbitro(s): Alejandro Moncada       | Árbitro(s): Alejandro Moncada |

| 14 de septiembre de 2019, 12:00 | Unión Magdalena                       | 2:1 (0:1) | Barranquilla FC | Estadio Sierra Nevada, Santa Marta |                           |
|                                 | Hernan Luna 77' · Elean De La Hoz 87' | Reporte   | 28' Jonas Mejía | Árbitro(s): Gerardo Ávila          | Árbitro(s): Gerardo Ávila |

| 20 de septiembre de 2019, 10:00 | Barranquilla FC   | 1:0 (0:0) (2:3 p.) | Unión Magdalena | Estadio Romelio Martínez, Barranquilla |                              |
|                                 | José Martínez 90' |                    |                 | Árbitro(s): Rafael Manjarres           | Árbitro(s): Rafael Manjarres |

### Cuartos de final

#### Reclasificación segunda fase
Los ocho (8) equipos que resulten clasificados de la II FASE, jugarán la III FASE, para lo cual se conformarán cuatro (4) llaves de dos (2) equipos cada una, se enfrentarán en un ordenamiento de acuerdo a la tabla de reclasificación de la II FASE de modo que el mejor clasificado de la fase disputará la llave frente al clasificado con menor puntaje.
|  | Cierra la serie como local.     |
|  | Cierra la serie como visitante. |

| Pos | Equipos                | Pts | PJ | G  | E  | P | GF | GC | DIF |
| --- | ---------------------- | --- | -- | -- | -- | - | -- | -- | --- |
| 1.  | Millonarios            | 50  | 24 | 14 | 8  | 2 | 43 | 14 | 29  |
| 2.  | Deportes Tolima        | 50  | 24 | 15 | 5  | 4 | 54 | 26 | 28  |
| 3.  | Deportivo Cali         | 47  | 24 | 14 | 5  | 5 | 58 | 27 | 31  |
| 4.  | Fortaleza CEIF         | 45  | 24 | 13 | 6  | 5 | 49 | 26 | 23  |
| 5.  | Total Soccer           | 45  | 24 | 12 | 9  | 3 | 39 | 23 | 16  |
| 6.  | Unión Magdalena        | 45  | 24 | 14 | 3  | 7 | 35 | 22 | 13  |
| 7.  | Independiente Santa Fe | 42  | 24 | 13 | 3  | 8 | 54 | 33 | 21  |
| 8.  | Cúcuta Deportivo       | 37  | 24 | 9  | 10 | 5 | 26 | 18 | 8   |

| 29 de septiembre de 2019, 15:00 | Cúcuta Deportivo  | 1:0 (0:0) | Unión Magdalena | Gran Colombiano, Villa del Rosario |                        |
|                                 | Hector Solano 83' | Reporte   |                 | Árbitro(s): Jean Gómez             | Árbitro(s): Jean Gómez |

| 7 de octubre de 2019, 10:00 | Unión Magdalena                         | 2:1 (0:1) (4:1 p.) | Cúcuta Deportivo   | Estadio Eduardo Santos, Santa Marta |                         |
|                             | Edson Pacheco 76' · Elean De La Hoz 86' | Reporte            | Antony Velasco 14' | Árbitro(s): Isai Medina             | Árbitro(s): Isai Medina |

| 29 de septiembre de 2019, 11:00 | Fortaleza CEIF  | 1:2 (1:1) | Millonarios                         | La Fortaleza, Bogotá   |                        |
|                                 | Daniel Ruiz 42' | Reporte   | Diego Abadía 6' · Kliver Moreno 86' | Árbitro(s): Luis Picon | Árbitro(s): Luis Picon |

| 6 de octubre de 2019, 12:00 | Millonarios                              | 2:2 (1:1) | Fortaleza CEIF                         | Cancha Xcoli, Bogotá      |                           |
|                             | Diego Abadía 27' · Sebastián Navarro 76' | Reporte   | Leonardo Iriarte 22' · Daniel Ruiz 84' | Árbitro(s): Edinson Gómez | Árbitro(s): Edinson Gómez |

| 28 de septiembre de 2019, 11:00 | Independiente Santa Fe | 1:0 (0:0) | Deportivo Cali | Sede Deportiva, Tenjo     |                           |
|                                 | Alejandro Mosquera 68' | Reporte   |                | Árbitro(s): Jorge Jiménez | Árbitro(s): Jorge Jiménez |

| 5 de octubre de 2019, 13:00 | Deportivo Cali        | 1:0 (1:0) (3:4 p.) | Independiente Santa Fe | Sede Deportiva, Cali      |                           |
|                             | Nicolás Sevillano 30' | Reporte            |                        | Árbitro(s): Camilo Zamora | Árbitro(s): Camilo Zamora |

| 29 de septiembre de 2019, 13:00 | Total Soccer | 0:3 (0:2) | Deportes Tolima                                                | Estadio Municipal, La Ceja   |                              |
|                                 |              | Reporte   | Emerson Angulo 16' · Yeisson Mosquera 21' · Carlos Viadero 90' | Árbitro(s): Jhonatan Aguirre | Árbitro(s): Jhonatan Aguirre |

| 4 de octubre de 2019, 15:00 | Deportes Tolima | 1:1 (0:0) | Total Soccer         | Sede Deportiva, Ibagué    |                           |
|                             | Luis Ocampo 88' | Reporte   | Jonatan Martínez 62' | Árbitro(s): Edwin Escobar | Árbitro(s): Edwin Escobar |

### Semifinal

#### Reclasificación tercera fase
Los cuatro (4) equipos que resulten clasificados de la III FASE, jugarán la IV FASE, para lo cual se conformarán dos (2) llaves de dos (2) equipos cada una, se enfrentarán en un ordenamiento de acuerdo a la tabla de reclasificación de la III FASE de modo que el mejor clasificado de la fase disputará la llave frente al clasificado con menor puntaje.
|  | Cierra la serie como local.     |
|  | Cierra la serie como visitante. |

| Pos | Equipos                | Pts | PJ | G  | E | P | GF | GC | DIF |
| --- | ---------------------- | --- | -- | -- | - | - | -- | -- | --- |
| 1.  | Deportes Tolima        | 54  | 26 | 16 | 6 | 4 | 58 | 27 | 31  |
| 2.  | Millonarios            | 54  | 26 | 15 | 9 | 2 | 47 | 17 | 30  |
| 3.  | Unión Magdalena        | 48  | 26 | 15 | 3 | 8 | 37 | 23 | 14  |
| 4.  | Independiente Santa Fe | 45  | 26 | 14 | 3 | 9 | 55 | 34 | 21  |

| 12 de octubre de 2019 | Unión Magdalena     | 1:1 (0:1) | Millonarios      | Estadio Sierra Nevada, Santa Marta |                            |
| 13:00                 | Elean De La Hoz 70' | Reporte   | Luis Paredes 39' | Árbitro(s): Yoorbis Sierra         | Árbitro(s): Yoorbis Sierra |

| 20 de octubre de 2019 | Millonarios                                                         | 5:0 (3:0) | Unión Magdalena | Sede Deportiva Xcoli, Bogotá |                             |
| 14:00                 | Sebastián Navarro 2' · Diego Abadía 20' 24' 60' · Kliver Moreno 81' | Reporte   |                 | Árbitro(s): Andrés Banguera  | Árbitro(s): Andrés Banguera |

| 14 de octubre de 2019 | Santa Fe                                                           | 3:3 (2:2) | Deportes Tolima                                   | Sede Deportiva, Tenjo       |                             |
| 11:00                 | Dylan Borrero 18' · Juan Sebastián Pedroza 43' · Juan Zapata 90' · | Reporte   | Junior Hernández 2' 27' · Cristian Espinosa 81' · | Árbitro(s): Jhoan Gutiérrez | Árbitro(s): Jhoan Gutiérrez |

| 20 de octubre de 2019 | Deportes Tolima                            | 2:1 (1:0) | Santa Fe        | Sede Deportiva, Ibagué       |                              |
| 10:00                 | Dairon Valencia 21' · Yeisson Mosquera 49' | Reporte   | Juan Zapata 90' | Árbitro(s): Jhonatan Aguirre | Árbitro(s): Jhonatan Aguirre |

### Final
| 15 de noviembre de 2019 | Deportes Tolima | 0:0     | Millonarios | Sede deportiva Deportes Tolima, Ibagué |                           |
| 15:00                   |                 | Reporte |             | Árbitro(s): Jorge Jiménez              | Árbitro(s): Jorge Jiménez |

| 25 de noviembre de 2019 | Millonarios                                                  | 3:1 (1:0) | Deportes Tolima      | Sede Deportiva Xcoli, Bogotá |                        |
| 14:30                   | Diego Abadía 26' · Juan José Guevara 76' · Kliver Moreno 84' | Reporte   | Yeisson Mosquera 62' | Árbitro(s): Kevin Baez       | Árbitro(s): Kevin Baez |

|                                 |
| Campeón Millonarios 2.do título |

## Estadísticas

### Goleadores
| Jugador           | Equipo          | Goles |
| ----------------- | --------------- | ----- |
| Diego Abadía      | Millonarios     | 24    |
| Rafael Tapia      | Deportivo Cali  | 23    |
| Yeisson Mosquera  | Deportes Tolima | 18    |
| Luis Yoel Noriega | Cyclones Cali   | 17    |
| Daniel Ruiz       | Fortaleza CEIF  | 14    |
| Javier Narváez    | Fortaleza CEIF  | 14    |

Fuente: Web oficial Supercopa Juvenil FCF

### Descenso
Los últimos 10 equipos en la tabla de reclasificación de la primera fase descienden al Torneo Sub-20 B. A continuación solo se muestran los últimos 16 equipos ubicados en los lugares 45 al 60.
|  | Club profesional en zona de descenso, no desciende por Reglamento. |
|  | Desciende al Torneo Sub-20-B 2022.                                 |
|  | Club profesional no elegible para descenso                         |

| Pos | Equipos                | Pts | PJ | G | E | P  | GF | GC | DIF |
| --- | ---------------------- | --- | -- | - | - | -- | -- | -- | --- |
| 45. | Deportivo Pereira      | 23  | 22 | 6 | 5 | 11 | 39 | 48 | -9  |
| 46. | Alianza Platanera      | 22  | 22 | 6 | 4 | 12 | 24 | 38 | -14 |
| 47. | Alianza Llanos         | 21  | 22 | 4 | 9 | 9  | 25 | 46 | -21 |
| 48. | Tigres F. C.           | 20  | 22 | 5 | 5 | 12 | 32 | 38 | -6  |
| 49. | Orsomarso              | 20  | 22 | 5 | 5 | 12 | 34 | 50 | -16 |
| 50. | Libertad CD            | 20  | 22 | 5 | 5 | 12 | 15 | 44 | -29 |
| 51. | Universidad de Córdoba | 19  | 22 | 5 | 4 | 13 | 16 | 34 | -18 |
| 52. | Sol de Oriente         | 18  | 22 | 4 | 6 | 12 | 22 | 38 | -16 |
| 53. | Maracaneiros           | 18  | 22 | 5 | 3 | 14 | 21 | 46 | -25 |
| 54. | Itagüí Leones          | 15  | 22 | 4 | 3 | 15 | 20 | 41 | -21 |
| 55. | FC Bastidas            | 14  | 22 | 2 | 8 | 12 | 20 | 31 | -11 |
| 56. | Barcelona FC           | 14  | 22 | 2 | 8 | 12 | 12 | 33 | -21 |
| 57. | Real Sabanalarga       | 14  | 22 | 3 | 5 | 14 | 16 | 44 | -28 |
| 58. | Academia Tolimense     | 13  | 21 | 2 | 7 | 12 | 14 | 42 | -28 |
| 59. | Alianza Tolima         | 12  | 22 | 1 | 9 | 12 | 25 | 61 | -36 |
| 60. | CD Ferrovalvulas       | 7   | 22 | 1 | 4 | 17 | 15 | 56 | -41 |